# Carposina
Carposina Herrich-Schäffer, 1853 è un genere di lepidotteri, appartenente alla famiglia Carposinidae, diffuso in tutti i continenti con oltre cento specie.

## Etimologia
Il nome del genere deriva dal termine greco καρπός (carpós=frutto), con riferimento al fatto che queste falene, durante lo stadio larvale, attaccano alcune piante da frutto.

## Descrizione
I membri di questo taxon sono falene eteroneure appartenenti ai Ditrysia, con taglia medio-piccola (10-40 mm) e abitudini principalmente notturne.

### Adulto

#### Capo
Il capo presenta piccole scaglie frontali, non molto sollevate e quasi tutte rivolte verso il basso, nonché ciuffi di scaglie più o meno sollevate ai lati del vertice.
Gli ocelli, qualora siano presenti, appaiono comunque molto ridotti. Mancano i chaetosemata.
Nell'apparato boccale, i palpi mascellari presentano da uno a tre articoli. La spirotromba è presente e priva di scaglie. I palpi labiali sono sviluppati e diritti oppure rivolti verso l'alto, spesso più allungati nella femmina; in entrambi i sessi spesso il II segmento è rivestito di grosse scaglie.
Le antenne sono di forma variabile e rivestite di setole più lunghe nei maschi, ma con lo scapo privo di un pecten.

#### Torace
Nelle zampe, l'epifisi è presente e la formula degli speroni tibiali è 0-2-4; la metatibia può essere liscia oppure provvista di lunghe scaglie piliformi alquanto arruffate.
Nell'ala anteriore, la spinarea è sempre presente. Nella femmina, il frenulum è costituito di regola da due o tre setole. Di regola tutti i rami di Rs partono separatamente dalla cellula discale, ma in alcuni casi si osserva la confluenza tra Rs2 ed Rs3, oppure tra Rs3 ed Rs4, o ancora tra M3 e CuA1. CuP è vestigiale, mentre 1A+2A presenta una breve biforcazione basale. Sono ben distinguibili i caratteristici "ciuffi" di scaglie sollevate. La colorazione della pagina superiore è di solito grigio-brunastra e poco appariscente, con macchie puntiformi e geometrie di varia natura.
Nell'ala posteriore la venulazione appare visibilmente semplificata. Mancano M1 ed M2. M3 e CuA1 partono unite dalla cellula discale, per poi separarsi prima del termen. CuP è sempre presente e ben definita. A ridosso della base di CuA, si osserva una sorta di "pettine", costituito da una frangia di scaglie piliformi. 1A+2A mostra una breve biforcazione basale, spesso solo accennata, mentre 3A è presente. La colorazione della superficie dorsale è di regola uniforme e più chiara dell'ala anteriore, con tonalità banco-grigiastre.

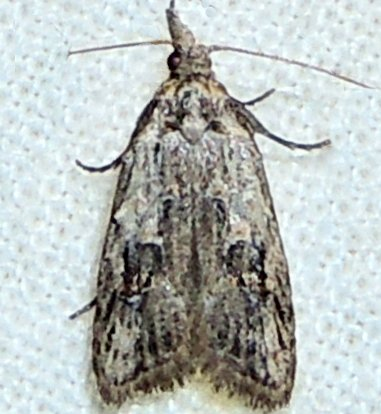
Carposina simulator

#### Addome
Nell'addome dei maschi si osserva una coppia di coremata, posti in prossimità del margine posteriore, talvolta situati anche nella parte anteriore.
Il processo anterolaterale sul II sternite è sovente allungato e ricurvo.
Nell'apparato genitale maschile l'uncus è ben sviluppato, ma non bifido. I socii sono assenti, mentre lo gnathos può essere presente e avere una struttura complessa e dentellata. Il vinculum risulta privo di saccus. L'edeago presenta un coecum penis decisamente allungato, e uno o più cornuti.
Nel genitale femminile, l'ovopositore è abbastanza allungato. Le apofisi posteriori sono più lunghe di quelle anteriori. Il ductus bursae è membranoso e il corpus bursae e provvisto di un signum.

### Uovo
L'uovo può essere sferico e giallastro, come nel caso di Carposina sasakii.

### Larva
Le larve possiedono di regola una cuticola densamente rivestita di spinule smussate, ma non si osserva la presenza di setole secondarie. A maturazione completa non superano i 12 mm, e sono molto simili a quelle dei Copromorphidae e degli Alucitidae.

#### Capo
Il capo è ipognato, particolare che sta a indicare abitudini endofitiche. Il frontoclipeo appare più allungato che largo. Sono presenti sei stemmata per lato, di cui i primi cinque su un semicerchio e il sesto un po' più distante. Le setole anteriori A1, A2 ed A3 sono disposte a triangolo ottuso, con A2 più lontana dagli stemmata. Possono essere presenti setole rette da tubercoli, nonché processi ben sviluppati sul submento, ma privi di biforcazione e con una struttura più semplice di quella ravvisabile nei Copromorphidae.

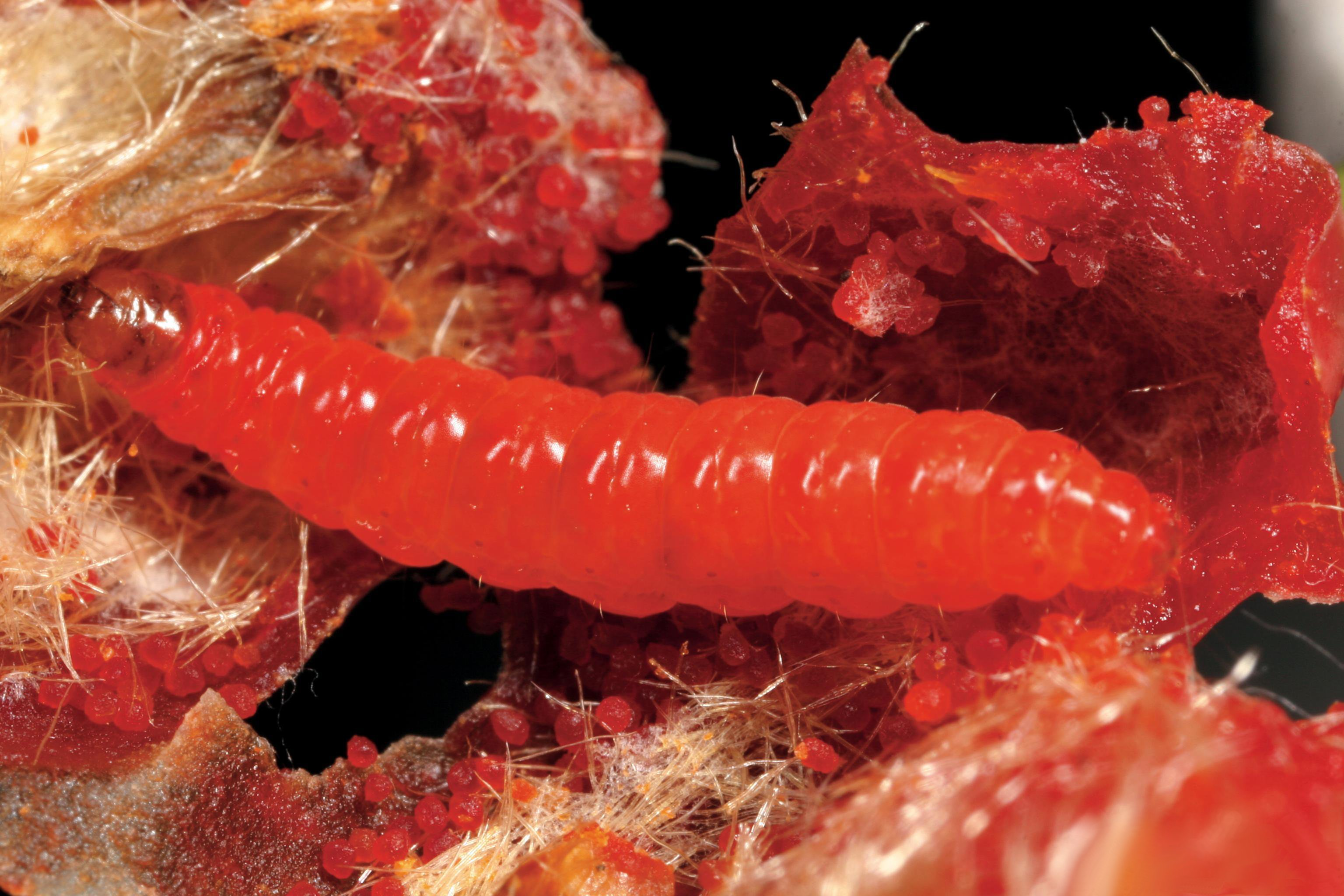
Larva di Carposina schirrhosella

#### Torace
Nel protorace, alquanto sviluppato, le setole laterali L sono due e si trovano sempre sullo stesso pinaculum. Gli spiracoli protoracici sono un po' più ingranditi.
Come nei Copromorphidae, la setola subventrale SV è singola sul meso- e sul metatorace.

#### Addome
Nell'addome, nei primi otto segmenti, la setola laterale L2 è disposta anterodorsalmente rispetto a L1, ma non molto lontana da quest'ultima. La setola subdorsale SD1 è collocata dorsalmente rispetto agli spiracoli. La setola dorsale D1 è presente sul IX segmento, a differenza di quanto si osserva nei Copromorphidae. Il gruppo SV è a singola setola nei segmenti VIII e IX, a doppia setola nei segmenti I e VII, a tripla setola nel segmento II e a quadrupla setola nei segmenti dal III al VI. L'VIII segmento può avere spiracoli più sviluppati.
Le pseudozampe non sono molto robuste e appaiono un po' più corte di quelle dei Copromorphidae, ma comunque più lunghe rispetto a quelle degli Alucitidae; sono presenti sui segmenti III-VI e X, con uncini disposti su un singolo ordine.

### Pupa
La pupa è relativamente tozza e di tipo obtecto, con appendici fuse tra loro e col resto del corpo, ma possiede un tegumento fragile e traslucido, attraverso il quale si scorgono i profili del capo e del torace. Sul capo è presente una sutura epicraniale. Il labrum è ben sviluppato e fiancheggiato da lobi piliferi triangolari o più in generale dalle mandibole. I palpi mascellari sono ridotti, mentre quelli labiali sono esposti, così come i profemori. Il protorace è breve. I segmenti addominali V-VII (nel maschio) e V-VI (nella femmina) sono mobili. Non sono presenti spinule sulla superficie dei tergiti addominali. Il cremaster è rappresentato da gruppi di setole dall'estremità uncinata.

## Biologia

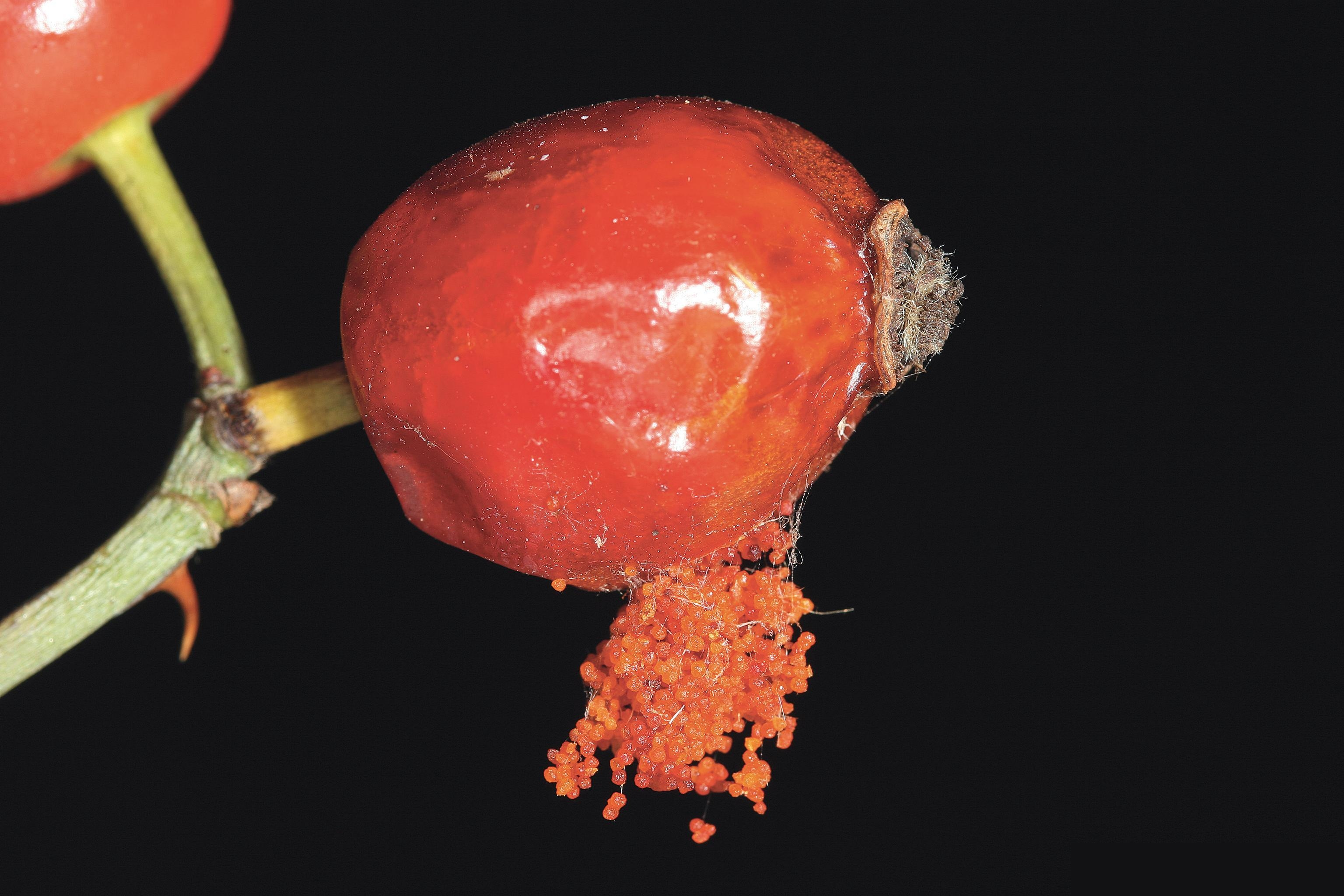
Danno provocato da una larva di Carposina scirrhosella

### Ciclo biologico
La biologia di parecchie specie è poco conosciuta, tuttavia, in linea generale, gli adulti hanno abitudini notturne e durante il giorno restano in posizione di riposo, sulla corteccia delle piante o sulle pietre del sottobosco.
Le uova sono deposte singolarmente sulla pianta nutrice.
Le larve sono per la maggior parte minatrici fogliari o comunque si alimentano in zone nascoste, al riparo dai potenziali predatori, in mezzo a foglie unite tra loro, o ancora sulla superficie o all'interno di un frutto. Alcune Carposina provocano la formazione di cecidi, anche se pare che ciò sia dovuto all'intervento congiunto di un fungo che penetra all'interno del tessuto vegetale insieme alla larva.
L'impupamento può avvenire all'interno della galleria scavata dalla larva, oppure lontano dalla pianta nutrice, in un bozzolo di solito ricoperto con frammenti del detrito, sul terreno oppure all'interno di una fessura. Non si ha fuoriuscita della pupa dal bozzolo o dal riparo, prima dell'emersione dell'adulto.

### Alimentazione
Le larve appartenenti a questo taxon si alimentano su un gran numero di piante nutrici; va considerato che in alcuni casi una specie può essere marcatamente polifaga e attaccare diversi membri di un unico genere vegetale, o anche di generi differenti. La lista riportata di seguito non ha pertanto pretese di completezza. Tra le piante ospite, ricordiamo, a titolo di esempio:
- Berberidaceae Juss., 1789
  - Berberis L., 1753
    - Berberis vulgaris L., 1753 (crespino)
- Campanulaceae Juss., 1789
  - Clermontia Gaudich., 1829
    - Clermontia arborescens (H.Mann) Hillebr., 1888
    - Clermontia kakeana Meyen, 1835

  - Cyanea Gaudich., 1829
    - Cyanea humboldtiana (Gaudich.) Lammers, Givnish & Sytsma, 1993
- Casuarinaceae R. Br., 1814
  - Casuarina L., 1759
    - Casuarina equisetifolia L., 1759 (casuarina delle spiagge)
- Cornaceae Bercht. ex J. Presl, 1825
  - Cornus L., 1753
    - Cornus racemosa Lam., 1786
- Elaeocarpaceae Juss. ex DC, 1824
  - Aristotelia L'Hér., 1785
    - Aristotelia serrata (J.R.Forst. & G.Forst.) Oliv., 1921

  - Elaeocarpus L., 1753
    - Elaeocarpus bifidus Hook. & Arn., 1832
- Ericaceae Juss., 1789
  - Styphelia Sm., 1795
  - Vaccinium L., 1753 (mirtilli)
    - Vaccinium reticulatum Sm., 1817
- Gesneriaceae Rich. & Juss., 1816
  - Cyrtandra J.R. Forst. & G. Forst., 1775
    - Cyrtandra cordifolia Gaudich., 1829
- Goodeniaceae R.Br., 1810
  - Scaevola L., 1771
    - Scaevola chamissoniana Gaudich., 1829
- Grossulariaceae DC., 1805
  - Ribes L., 1753
    - Ribes alpinum L., 1753 (ribes rosso)
- Malvaceae Juss., 1789
  - Corchorus L., 1753
    - Corchorus olitorius L., 1753
- Melastomataceae Juss., 1789
  - Clidemia D. Don, 1823
    - Clidemia hirta D. Don, 1823

  - Miconia Ruiz & Pav., 1794
    - Miconia calvescens DC., 1828
- Myrsinaceae R. Br., 1819
  - Myrsine L., 1753
    - Myrsine lessertiana A. DC., 1841
- Myrtaceae Juss., 1789
  - Leptospermum J.R.Forst. & G.Forst., 1776
    - Leptospermum scoparium J.R.Forst. & G.Forst., 1775

  - Metrosideros Banks ex Gaertn., 1788
    - Metrosideros polymorpha Gaudich., 1830

  - Syzygium P. Browne ex Gaertn., 1788
    - Syzygium sandwicense (A.Gray) Müll.Stuttg., 1864
- Ochnaceae DC., 1811
  - Krukoviella A.C. Sm., 1939
- Oleaceae Hoffmanns. & Link, 1809
  - Nestegis Raf., 1838
    - Nestegis sandwicensis (A.Gray) O.Deg., I.Deg. & L.A.S.Johnson, 1958

  - Olea L., 1753
    - Olea europaea L., 1753 (ulivo)
- Podocarpaceae Endl., 1847
  - Podocarpus Labill., 1806
    - Podocarpus neriifolius D.Don, 1824
- Proteaceae Juss., 1789
  - Banksia L. f., 1782
    - Banksia dentata L. f., 1782
    - Banksia ericifolia L. f., 1782

  - Hakea Schrad., 1798
    - Hakea nodosa R.Br., 1810
    - Hakea sericea Schrad. & J.C.Wendl., 1797
- Rhamnaceae Juss., 1789
  - Ziziphus Mill., 1754
    - Ziziphus jujuba Mill., 1768 (giuggiolo)
- Rosaceae Juss., 1789
  - Crataegus L., 1753
    - Crataegus azarolus L., 1753 (azzeruolo)

  - Cydonia Mill., 1754
    - Cydonia oblonga Mill., 1768 (cotogno)

  - Malus Mill., 1754
    - Malus domestica Borkh., 1803 (melo)
    - Malus pumila Mill., 1768
    - Malus sieboldii (Regel) Rehder, 1915

  - Prunus L., 1753
    - Prunus domestica L., 1753 (susino europeo)
    - Prunus dulcis (Mill.) D.A.Webb, 1967 (mandorlo)
    - Prunus persica (L.) Batsch, 1801 (pesco)
    - Prunus virginiana L., 1753

  - Pyrus L., 1753
    - Pyrus communis L., 1753 (pero comune)

  - Rosa L., 1753
    - Rosa canina L., 1753 (rosa canina)
    - Rosa rubiginosa L., 1771
    - Rosa rugosa Thunb., 1784

  - Rubus L., 1753
    - Rubus fruticosus L., 1753 (rovo comune)
    - Rubus idaeus L., 1753 (lampone)
- Rubiaceae Juss., 1789
  - Gouldia A. Gray, 1859
  - Kadua Cham. & Schltdl., 1829
    - Kadua acuminata Cham. & Schltdl., 1829

  - Psydrax Gaertn., 1788
    - Psydrax odorata (G.Forst.) A.C.Sm. & S.P.Darwin, 1988 (alahe)
- Sapotaceae Juss., 1789
  - Sideroxylon L., 1753
    - Sideroxylon polynesicum (Hillebr.) Smedmark & Anderb., 2007

### Parassitoidismo
Sono noti fenomeni di parassitoidismo su larve di Carposina, effettuato da diverse specie di imenotteri appartenenti alle superfamiglie Chalcidoidea e Ichneumonoidea; tra queste citiamo:
- Chalcidoidea Latreille, 1817
  - Eulophidae Westwood, 1829
    - Dicladocerus westwoodii Westwood, 1832
    - Euderus metallicus (Ashmead, 1901)

  - Eupelmidae Walker, 1833
    - Eupelmus Dalman, 1820
- Ichneumonoidea Latreille, 1802
  - Braconidae Nees, 1811
    - Apanteles carposinae Wilkinson, 1938
    - Ascogaster reticulata Watanabe, 1967
    - Bracon variator Nees, 1811
    - Chelonus abditus Tobias, 1961
    - Chelonus chinensis Zhang, 1984
    - Chelonus insolitus McComb, 1968
    - Chelonus sulcatus Jurine, 1807
    - Therophilus festivus (Muesebeck, 1953)

  - Ichneumonidae Latreille, 1802
    - Hypsicera nelsonensis Berry, 1990
    - Pimpla alboannulata Uchida, 1928
    - Pristomerus hawaiiensis Perkins, 1910
    - Trathala flavoorbitalis (Cameron, 1907)

## Rilevanza economica
La specie Carposina sasakii rappresenta una seria avversità per meli e peschi in Giappone, in Cina e negli Stati Uniti d'America.
Nella lotta biologica sono stati impiegati, oltre ad alcuni dei già citati parassitoidi (vedi paragrafo), anche dei nematodi entomopatogeni quali Steinernema carpocapsae e Steinernema feltiae, già utilizzati per il controllo di altre avversità delle piante da frutto e ornamentali.
Sempre contro le larve di C. sasakii è stato inoltre impiegato l'ascomiceto Beauveria bassiana (Sordariomycetes, Hypocreales, Clavicipitaceae), già utilizzato per il controllo di altri lepidotteri, oltre che contro alcuni coleotteri, ditteri, ortotteri, isotteri, rincoti, tisanotteri, acari e altri invertebrati.
La lotta chimica ha visto di regola l'impiego del bromometano (o bromuro di metile), somministrato per fumigazione. Nell'ultimo decennio, si sta studiando l'utilizzo della fosfina (fosfuro di idrogeno) a basse temperature.

L'ecozona australasiana ha la maggior ricchezza di specie di Carposina

## Distribuzione e habitat
Il taxon è cosmopolita, con una ricchezza in specie molto più consistente nelle ecozone indomalese ed australasiana; risulta assente solo nel Paleartico nordoccidentale (Scandinavia e isole britanniche) e in Antartide.
L'habitat è rappresentato da zone verdi, boschi e foreste, a partire dalle fasce temperate fino a quella tropicale.

## Tassonomia
Carposina Herrich-Schäffer, 1853 - Syst. Bearb. Schmett. 5: 10 - specie tipo: Carposina berberidella Herrich-Schäffer, 1853 - Syst. Bearb. Schmett. 5: 142, tav. 81, fig. 614.
La designazione della specie tipo fu effettuata da Fernald (1908). Herrich-Schäffer indicò quali autori per Carposina e C. berberidella, rispettivamente Zeller e Mann; entrambe le attribuzioni sono errate.
Il genere Carposina fu inserito inizialmente nei Tineidae; venne spostato nei Conchylidae (oggi Tortricidae, Tortricinae, Cochylini), da Meyrick nel 1882, e nei Tortricidae da Rebel nel 1894; Walsingham lo inserì in una separata sottofamiglia di Tortricidae, le Carposinae, nel 1897, che venne in seguito elevata allo status di famiglia dallo stesso entomologo nel 1907.

### Specie
Il genere comprende 136 specie, distribuite in tutti i continenti esclusa l'Antartide; di queste, 86 sono presenti in Oceania, 20 in Africa, 18 in Asia, 9 in Nordamerica, 7 in Europa e 2 in Sudamerica; una sola specie è presente in Italia:
- Carposina achroana (Meyrick, 1883) - Ent. Mon. Mag. 20: 31 - Hawaii (Hawaii)
  - = Heterocrossa achroana Meyrick, 1883
- Carposina adreptella (Walker, 1864) - List spec. lep. ins. colln B. M. 29: 654 - Nuova Zelanda
  - = Gelechia adreptella Walker, 1864
  - = Paramorpha adreptella (Walker, 1864) - Meyrick, 1881,  Proc. Linn. Soc. N. S. W. 6(3): 698
  - = Heterocrossa adreptella (Walker, 1864) - Meyrick, 1883, N. Z. J. sci. 1: 278
  - = Heterocrossa charaxias Meyrick, 1891 - Trans. proc. N. Z. Inst. 23: 98
  - = Carposina charaxias (Meyrick, 1891) - Meyrick, 1910, Trans. proc. N. Z. Inst. 43: 79
- Carposina altivaga Meyrick, 1925 - Exot. Micr. 3: 137 - Repubblica Democratica del Congo
- Carposina anopta Diakonoff, 1990 - Stapfia 16: 81 - Madera (Portogallo)
- Carposina apousia Clarke, 1971 - Smiths. Contr. Zool. 56: 136 Rapa Iti (Polinesia Francese)
- Carposina asbolopis Meyrick, 1928 - Exot. Micr. 3: 403 - Nuova Caledonia (Melanesia)
- Carposina askoldana Diakonoff, 1989 - Zool. Verh. Leiden 251: 71 - Isola Askold (Russia asiatica)
- Carposina atlanticella Rebel, 1894 - Ann. Naturhist. Hofmus. 9: 92 - Madera (Portogallo)
- Carposina atronotata (Walsingham, 1907) - Faun. Haw. 1(5): 669, tav. 13, fig. 9 - Maui (Hawaii)
  - = Heterocrossa atronotata Walsingham, 1907
- Carposina autologa Meyrick, 1910 - Proc. Linn. Soc. N. S. Wales 35: 149 - Australia, introdotta in Sudafrica
  - = Carposina sysciodes Turner, 1947 - Proc. roy. Soc. Qd. 57: 66
- Carposina benigna Meyrick, 1913 - Exot. Micr. 1: 76 - Oahu (Hawaii)
- Carposina berberidella Herrich-Schäffer, 1853 - Syst. Bearb. Schmett. 5: 142, tav. 81, fig. 614[1] - Europa centrale, meridionale e orientale, Russia europea e Medio Oriente (presente anche in Italia settentrionale) (specie tipo)
- Carposina bicincta (Walsingham, 1907) - Faun. Haw. 1(5): 661, tav. 12, fig. 23 - Molokai (Hawaii)
  - = Heterocrossa bicincta Walsingham, 1907
- Carposina biloba Davis, 1969 - Bull. U. S. natn. Mus. 289: 26 - Stati Uniti d'America
  - = Carposina (Carposina) biloba Davis, 1969
- Carposina brachycentra Meyrick, 1914 - Ann. Transv. Mus. 4: 188 - Sudafrica
- Carposina brevinotata Medeiros & Oboyski, 2016 - Zool. J. Linn. Soc. 177(1): 139 - Polinesia Francese
- Carposina bullata Meyrick, 1913 - Exot. Micr. 1: 98 - Trinidad e Tobago, introdotta nelle Hawaii
- Carposina candace Meyrick, 1932 - Trans. Ent. Soc. Lond. 80: 114 - Etiopia
- Carposina canescens Philpott, 1930 - Trans. N. Z. Inst. 61: 437 - Nuova Zelanda
  - = Heterocrossa canescens (Philpott, 1930) - Hudson, 1939, Suppl. Butt. & Moths N. Z.: 455, tav. 9, fig. 4
- Carposina capnarcha (Meyrick, 1938) - Trans. R. Ent. Soc. Lond. 87: 519 - Nuova Guinea
  - = Meridarchis capnarcha Meyrick, 1938
- Carposina carcinopa Meyrick, 1927 - Ins. Samoa 3(2): 95 - Samoa
- Carposina cardinata (Meyrick, 1913) - Exot. Micr. 1: 73 - Guyana
  - = Tripsitypa cardinata Meyrick, 1913
- Carposina cervinella (Walsingham, 1907) - Fauna Haw. 1(5): 667, tav. 13. fig. 6 - Kauai (Hawaii)
  - = Heterocrossa cervinella Walsingham, 1907
- Carposina chaetolopha Turner, 1926 - Trans. roy. Soc. S. Aust. 50: 131 - Australia
- Carposina chersodes Meyrick, 1915 - Boll. Lab. Portici 9: 333 - Eritrea
- Carposina cinderella Diakonoff, 1989 - Stapfia 16: 80 - Isole Canarie (Spagna)
- Carposina conobathra Meyrick, 1928 - Exot. Micr. 3: 403 - Sudafrica
- Carposina contactella (Walker, 1866) - List spec. lep. ins. colln. Br. Mus. 35: 1813 - Nuova Zelanda
  - = Tinea contactella Walker, 1866
  - = Heterocrossa contactella (Walker, 1866) - Meyrick, 1905, Trans. Ent. Soc., Lond. 1905: 235
  - = Carposina amalodes Meyrick, 1911 - Trans. proc. N. Z. Inst. 43: 61
- Carposina coreana Kim, 1955 - J. Biol. Inst. Seoul Natl. Univ. 2(1): 83 - Corea e Cina
  - = Asiacarposina cornusvora Yang, 1982 - Entomotaxonomia 4(4): 254
  - = Carposina cornusvora (Yang, 1982)
- Carposina corticella (Walsingham, 1907) - Fauna Haw. 1(5): 662, tav. 12, figg. 26-28 - Kauai (Hawaii)
  - = Heterocrossa corticella Walsingham, 1907
  - = Heterocrossa latifasciata Walsingham, 1907 - Fauna Haw. 1(5): 662, tav. 12, fig. 25
  - = Carposina latifasciata (Walsingham, 1907)
  - = Heterocrossa semitogata Walsingham, 1907 - Fauna Haw. 1(5): 662, tav. 12, fig. 26
  - = Carposina semitogata (Walsingham, 1907)
- Carposina cretata Davis, 1969 - Bull. U. S. natn. Mus. 289: 33 - Porto Rico (Stati Uniti d'America)
  - = Carposina (Dipremna) cretata Davis, 1969
- Carposina crinifera (Walsingham, 1907) - Fauna Haw. 1(5): 657, tav. 12, fig. 17 - Oahu e Molokai (Hawaii)
  - = Heterocrossa crinifera Walsingham, 1907
- Carposina cryodana (Meyrick, 1885) - Trans. N. Z. Inst. 17: 148 - Nuova Zelanda
  - = Heterodossa cryodana Meyrick, 1885
- Carposina crypsichola Meyrick, 1910 - Trans. Ent. Soc. Lond. 1910: 431 - Sumatra (Indonesia)
- Carposina dascioptera Turner, 1947 - Proc. roy. Soc. Qd. 57: 67 - Australia
- Carposina diampyx Diakonoff, 1989 - Zool. Verh. Leiden 251: 57 - Armenia
- Carposina dispar (Walsingham, 1907) - Fauna Haw. 1(5): 661, tav. 12, fig. 24 - Hawaii (Hawaii)
  - = Heterocrossa dispar Walsingham, 1907
- Carposina distincta (Walsingham, 1907) - Fauna Haw. 1(5): 666, tav. 13. fig. 5 - Kauai (Hawaii)
  - = Heterocrossa distincta Walsingham, 1907
- Carposina divaricata (Walsingham, 1907) - Fauna Haw. 1(5): 665, tav. 13. fig. 3 - Kauai (Hawaii)
  - = Heterocrossa divaricata Walsingham, 1907
- Carposina dominicae Davis, 1969 - Bull. U. S. natn. Mus. 289: 35 - Dominica
  - = Carposina (Epipremna) dominicae Davis, 1969
- Carposina ekbatana Amsel, 1978 - Beitr. naturk. Forsch. SüdwDtl. 37: 215, fig. d - Iran
  - = Carposina ecbatana Amsel, 1978
- Carposina engalactis Meyrick, 1932 - Exot. Micr. 4: 313 - Brasile
- Carposina epomiana (Meyrick, 1885) - Trans. N. Z. Inst. 17: 149 - Nuova Zelanda
  - = Carposina epomiana ssp. philpotti Dugdale, 1971 -  Pacif. Ins. Monogr. 27: 75 - Isole Auckland (Nuova Zelanda)
  - = Heterocrossa philpotti Dugdale, 1971
  - = Carposina epomiana hudsoni Dugdale, 1971 -  Pacif. Ins. Monogr. 27: 75
  - = Heterocrossa epomiana Meyrick, 1885
- Carposina eriphylla (Meyrick, 1888) - Trans. N. Z. Inst. 20: 76 - Nuova Zelanda
  - = Heterocrossa eriphylla Meyrick, 1888
- Carposina euphanes Bradley, 1956 - Bull. Br. Mus. nat. Hist. Entomol. 4: 146 - Isola di Lord Howe (Australia)
- Carposina euschema Bradley, 1965 - Ruwenz. Exp. 2(12): 102 - Uganda
- Carposina exochana (Meyrick, 1888) - Trans. N. Z. Inst. 20: 76 - Nuova Zelanda
  - = Heterocrossa exochana Meyrick, 1888
- Carposina exsanguis Meyrick, 1918 - Ann. Transv. Mus. 6: 8 - Sudafrica
- Carposina fernaldana Busck, 1907 - J. N. Y. Ent. Soc. 15: 36 - Canada e Stati Uniti d'America
- Carposina ferruginea (Walsingham, 1907) - Fauna Haw. 1(5): 664, tav. 13, fig. 1 - Molokai (Hawaii)
  - = Heterocrossa ferruginea Walsingham, 1907
- Carposina gagneorum Medeiros & Oboyski, 2016 - Zool. J. Linn. Soc. 177(1): 140 - Polinesia Francese
- Carposina gemmata (Walsingham, 1907) - Fauna Haw. 1(5): 660, tav. 12, fig. 21 - Oahu e Hawaii (Hawaii)
  - = Heterocrossa gemmata Walsingham, 1907
- Carposina gigantella Rebel, 1917 - Ann. Naturhist. Hofmus. 31: 52 - Isole Canarie (Spagna)
- Carposina glauca Meyrick, 1913 - Exot. Micr. 1: 74 - Oahu (Hawaii)
- Carposina gonosemana (Meyrick, 1882) - Proc. Linn. Soc. N. S. Wales 7: 179 - Nuova Zelanda
  - = Heterocrossa gonosemana Meyrick, 1882
- Carposina gracillima (Walsingham, 1907) - Fauna Haw. 1(5): 672, tav. 13, fig. 16 - Hawaii
  - = Heterocrossa gracillima Walsingham, 1907
- Carposina graminicolor (Walsingham, 1907) - Fauna Haw. 1(5): 654, tav. 12, fig. 12 - Hawaii
  - = Heterocrossa graminicolor Walsingham, 1907
- Carposina graminis (Walsingham, 1907) - Fauna Haw. 1(5): 658, tav. 12, fig. 19 - Kauai (Hawaii)
  - = Heterocrossa graminis Walsingham, 1907
- Carposina herbarum (Walsingham, 1907) - Fauna Haw. 1(5): 658, tav. 12, fig. 18 - Hawaii
  - = Heterocrossa herbarum Walsingham, 1907
- Carposina hercotis Meyrick, 1913 - Exot. Micr. 1: 76 - India
- Carposina hyperlopha Turner, 1947 - Proc. roy. Soc. Qd. 57: 65 - Australia
  - = Carposina poliosticha Turner, 1947 - Proc. roy. Soc. Qd. 57: 65
- Carposina ignobilis Philpott, 1930 - Trans. N. Z. Inst. 61: 438 - Nuova Zelanda
  - = Heterocrossa ignobilis (Philpott, 1930)
- Carposina impavida Meyrick, 1913 - Exot. Micr. 1: 77 - Comore e Repubblica Democratica del Congo
- Carposina inscripta (Walsingham, 1907) - Fauna Haw. 1(5): 669, tav. 13, fig. 10 - Hawaii (Hawaii)
  - = Heterocrossa inscripta Walsingham, 1907
- Carposina iophaea (Meyrick, 1907) - Trans. N. Z. Inst. 39: 117 - Nuova Zelanda
  - = Heterocrossa iophaea Meyrick, 1907
  - = Heterocrossa thalamota Meyrick, 1909 - Trans. N. Z. Inst. 41: 12
  - = Carposina thalamota (Meyrick, 1909) - Meyrick, 1910, Trans. N. Z. Inst. 43: 79
- Carposina irata Meyrick, 1914 - Ann. Transv. Mus. 4: 187 - Sudafrica
- Carposina irrorata (Walsingham, 1907) - Fauna Haw. 1(5): 668, tav. 13, fig. 8 - Lanai (Hawaii)
  - = Heterocrossa irrorata Walsingham, 1907
- Carposina lacerata Meyrick, 1913 - Exot. Micr. 1: 74 - Oahu (Hawaii)
- Carposina latebrosa Meyrick, 1910 - Proc. Linn. Soc. N. S. Wales 35: 153 - Tasmania (Australia)
- Carposina lembula (Meyrick, 1910) - Trans. Ent. Soc. Lond. 1910: 430 - Giava (Indonesia)
  - = Meridarchis lembula Meyrick, 1910
  - = Meridarchis hylactica Meyrick, 1938 - Deutsch. Ent. Ztschr. Iris 52: 87
  - = Carposina hylactica (Meyrick, 1938)
- Carposina leptoneura Meyrick, 1920 - Exot. Micr. 2: 338 - Australia
- Carposina literata Philpott, 1930 - Rec. Auckland Inst. Mus. 1: 10 - Nuova Zelanda
  - = Heterocrossa literata (Philpott, 1930)
- Carposina longignathosa Medeiros & Oboyski, 2016 - Zool. J. Linn. Soc. 177(1): 140 - Polinesia Francese
- Carposina longipalpalis Mey, 2007 - Esperiana Mem. 4: - 23 Archiviato l'8 agosto 2016 in Internet Archive. - Namibia
- Carposina loxolopha Turner, 1947 - Proc. roy. Soc. Qd. 57: 67 - Australia
- Carposina maculosa Philpott, 1927 - Trans. N. Z. Inst. 57: 705 - Nuova Zelanda
  - = Heterocrossa maculosa (Philpott, 1927)
- Carposina maritima Ponomarenko, 1999 - Far East. Ent. 69(1-12): 6, figg. 12-16 - Russia asiatica
- Carposina mauii (Walsingham, 1907) - Fauna Haw. 1(5): 668, tav. 13, fig. 7 - Maui (Hawaii)
  - = Heterocrossa mauii Walsingham, 1907
- Carposina mediella (Walker, 1866) - List spec. lep. ins. colln. Br. Mus. 35: 1738 - Australia
  - = Enopa mediella Walker, 1866
  - = Oistophora pterocosmana Meyrick, 1881 - Proc. Linn. Soc. N. S. Wales 6: 699
  - = Carposina pterocosmana (Meyrick, 1881)
  - = Carposina ceramophanes Turner, 1947 - Proc. roy. Soc. Qd. 57: 67
- Carposina megalosema Diakonoff, 1949 - Treubia 20: 47 - Giava (Indonesia)
- Carposina mesophaea Bradley, 1965 - Ruwenz. Exp. 2(12): 102 - Uganda
- Carposina mesospila Meyrick, 1920 - Voy. All. Lép.: 45 - Kenya
- Carposina mimodes Meyrick, 1910 - Proc. Linn. Soc. N. S. Wales 35: 149 - Australia
- Carposina mnia Diakonoff, 1954 - Verh. Kon. Ak. Wet. Amst. (2)49 (4): 138, fig. 526 - Nuova Guinea
- Carposina morbida Meyrick, 1912 - Trans. N. Z. Inst. 44: 120 - Nuova Zelanda
  - = Heterocrossa morbida (Meyrick, 1912)
- Carposina nesolocha Meyrick, 1910 - Proc. Linn. Soc. N. S. Wales 35: 148 - Australia
- Carposina neurophorella (Meyrick, 1879) - Proc. Linn. Soc. N. S. Wales 4: 232 - Australia
  - = Epischnia neurophorella Meyrick, 1879
  - = Heterocrossa neurophorella (Meyrick, 1879) - Meyrick, 1882, Proc. Linn. Soc. N. S. Wales 7: 179
- Carposina nigromaculata (Walsingham, 1907) - Fauna Haw. 1(5): 666, tav. 13, fig. 4 - Oahu (Hawaii)
  - = Heterocrossa nigromaculata Walsingham, 1907
- Carposina nigronotata (Walsingham, 1907) - Fauna Haw. 1(5): 656, tav. 12, fig. 16 - Maui e Hawaii (Hawaii)
  - = Heterocrossa nigronotata Walsingham, 1907
- Carposina niponensis Walsingham, 1900 - Ann. Mag. Nat. Hist. (7)6: 121 - Russia asiatica, Cina, Giappone, Corea, Canada
  - = Carposina nicholsana Forbes, 1923 - Mem. Cornell Univ. agric. Exp. Stn 68: 515
- Carposina olivaceonitens (Walsingham, 1907) - Fauna Haw. 1(5): 655, tav. 12, fig. 13 - Hawaii
  - = Heterocrossa olivaceonitens Walsingham, 1907
- Carposina orphania Meyrick, 1910 - Proc. Linn. Soc. N. S. Wales 35: 151 - Australia
- Carposina paracrinifera Clarke, 1971 - Smiths. Contr. Zool. 56: 134 Rapa Iti (Polinesia Francese)
- Carposina perileuca (Lower, 1908) - Trans. roy. Soc. S. Aust. 32: 116 - Australia
  - = Paramorpha perileuca Lower, 1908
- Carposina persicana Sasaki, 1905 - Kaju Gaichu Hen: 32 - Giappone
- Carposina petraea Meyrick, 1910 - Proc. Linn. Soc. N. S. Wales 35: 151 - Australia
  - = Carposina eulopha Turner, 1947 - Trans. roy. Soc. S. Aust. 40: 499
- Carposina phycitana Walsingham, 1914 - Biol. Centr.-Amer. Lep. Het. 4: 299, tav. 9, fig. 9 - Panama
- Carposina pinarodes Meyrick, 1910 - Proc. Linn. Soc. N. S. Wales 35: 152 - Australia
- Carposina piperatella (Walsingham, 1907) - Fauna Haw. 1(5): 663, tav. 12, fig. 27 - Kauai (Hawaii)
  - = Heterocrossa corticella var. piperatella Walsingham, 1907
- Carposina plumbeonitida (Walsingham, 1907) - Fauna Haw. 1(5): 654, tav. 12, fig. 11 - Kauai e Hawaii (Hawaii)
  - = Heterocrossa plumbeonitida Walsingham, 1907
- Carposina poliophara Bradley, 1965 - Ruwenz. Exp. 2(12): 103 - Uganda
- Carposina proconsularis Meyrick, 1921 - Ann. Transv. Mus. 8: 51 - Sudafrica
- Carposina punctulata (Walsingham, 1907) - Fauna Haw. 1(5): 671, tav. 13, fig. 13 - Molokai (Hawaii)
  - = Heterocrossa punctulata Walsingham, 1907
- Carposina pusilla (Walsingham, 1907) - Fauna Haw. 1(5): 670, tav. 13, fig. 11 - Oahu (Hawaii)
  - = Heterocrossa pusilla Walsingham, 1907
- Carposina pygmaeella (Walsingham, 1907) - Fauna Haw. 1(5): 662 - Hawaii (Hawaii)
  - = Heterocrossa pygmaeella Walsingham, 1907
- Carposina roesleri Amsel, 1977 - Beitr. naturk. Forsch. SüdwDtl. 36: 227, Abb. 1, figg. 3a, 3b - Iran
- Carposina rosella Kuznetsov, 1975 - Entom. Obozr. 54: 415 - Tagikistan
- Carposina rubophaga (Dugdale, 1988) - Fauna of New Zealand 14: 131 - Nuova Zelanda
  - = Heterocrossa rubophaga Dugdale, 1988
- Carposina sanctimonea Clarke, 1926 - Trans. N. Z. Inst. 56: 418 - Nuova Zelanda
  - = Heterocrossa sanctimonea (Clarke, 1926)
- Carposina sarcanthes Meyrick, 1918 - Trans. N. Z. Inst. 50: 133 - Nuova Zelanda
  - = Heterocrossa sarcanthes (Meyrick, 1918)
- Carposina sasakii Matsumura, 1900 - Ent. Nachr. Berl. 26: 198 - Russia asiatica, Cina, Corea e Giappone; introdotta negli Stati Uniti d'America
  - = Carpocapsa persicana Matsumura, 1897 - Nippon Gaityu-Hen 1: 229, fig. 97
  - = Carposina persicana (Matsumura, 1897)
- Carposina saurates Meyrick, 1913 - Exot. Micr. 1: 75 - Oahu (Hawaii)
  - = Carposina nereitis Meyrick, 1913 - Exot. Micr. 1: 75
- Carposina scierotoxa Meyrick, 1924 - Ark. zool. 16(14): 2 - Uganda
- Carposina scirrhosella Herrich-Schäffer, 1855 - Syst. Bearb. Schmett. 5: 142, tav. 81, fig. 615[1] - Europa centrale e orientale; Medio Oriente
  - = Carposina orientella Stănoiu & Nemeş, 1968 - Studi Cerc. Biol (Ser. zool.) 20(2): 110
- Carposina simulator Davis, 1969 - Bull. U. S. natn. Mus. 289: 24 - Stati Uniti d'America
  - = Carposina (Carposina) simulator Davis, 1969
- Carposina siturga Meyrick, 1912 - Ann. S. Afr. Mus. 10: 55 - Sudafrica
- Carposina smaragdias Turner, 1916 - Trans. roy. Soc. S. Aust. 40: 498 - Australia
- Carposina socors Meyrick, 1928 - Exot. Micr. 3: 403 - Sudafrica
- Carposina solutella (Walsingham, 1907) - Fauna Haw. 1(5): 672, tav. 13, fig. 15 - Oahu e Hawaii (Hawaii)
  - = Heterocrossa solutella Walsingham, 1907
- Carposina stationaria Meyrick, 1928 - Exot. Micr. 3: 402 - Vanuatu
- Carposina sublucida Diakonoff, 1988 - - Stapfia 16: 78 - Isole Canarie (Spagna)
- Carposina subolivacea (Walsingham, 1907) - Fauna Haw. 1(5): 655, tav. 12, fig. 14 - Lanai (Hawaii)
  - = Heterocrossa subolivacea Walsingham, 1907
- Carposina subselliata Meyrick, 1921 - Ann. Transv. Mus. 8: 51 - Sudafrica
- Carposina subumbrata (Walsingham, 1907) - Fauna Haw. 1(5): 660, tav. 12, fig. 22 - Oahu (Hawaii)
  - = Heterocrossa subumbrata Walsingham, 1907
- Carposina tanaoptera Turner, 1947 - Proc. roy. Soc. Qd. 57: 66 - Tasmania (Australia)
- Carposina taractis Meyrick, 1910 - Proc. Linn. Soc. N. S. Wales 35: 147 - Australia
- Carposina telesia Meyrick, 1910 - Proc. Linn. Soc. N. S. Wales 35: 150 - Australia
- Carposina tetratoma Diakonoff, 1989 - Zool. Verh. Leiden 251: 64 - Afghanistan
- Carposina thermurga Meyrick, 1929 - Exot. Micr. 3: 540 - Sudafrica
- Carposina tincta (Walsingham, 1907) - Fauna Haw. 1(5): 659, tav. 12, fig. 20 - Hawaii
  - = Heterocrossa tincta Walsingham, 1907
- Carposina togata (Walsingham, 1907) - Fauna Haw. 1(5): 665, tav. 13, fig. 2 - Maui (Hawaii)
  - = Heterocrossa togata Walsingham, 1907
- Carposina trigononotata (Walsingham, 1907) - Fauna Haw. 1(5): 670, tav. 13, fig. 12 - Molokai e Maui (Hawaii)
  - = Heterocrossa trigononotata Walsingham, 1907
- Carposina urbanae Medeiros & Oboyski, 2016 - Zool. J. Linn. Soc. 177(1): 141 - Polinesia Francese
- Carposina viduana Caradja, 1916 - Deutsch. Ent. Ztschr. Iris 30: 55 - Russia asiatica
  - = Corposina viduana Caradja, 1916 [sic]
  - = Carposina sasakii f. viduana Caradja, 1916 - Diakonoff, 1989, Zool. Verh. Leiden 251: 70
- Carposina viridis (Walsingham, 1907) - Fauna Haw. 1(5): 656, tav. 12, fig. 15 - Kauai e Oahu (Hawaii)
  - = Heterocrossa viridis Walsingham, 1907
- Carposina zymota (Meyrick, 1910) - Proc. Linn. Soc. N. S. Wales 35: 146 - Nuova Guinea e Australia
  - = Meridarchis zymota Meyrick, 1910

### Sinonimi
Sono stati riportati i seguenti sinonimi:
- Asiacarposina Yang, 1982 - Entomotaxonomia 4(4): 253 - specie tipo: Asiacarposina cornusvora Yang, 1982 - ibidem 4(4): 254[28]
- Dipremna Davis, 1969 - Bull. U.S. natn. Mus. 289: 15 (chiave); 32 (come sottogenere) - specie tipo: Carposina cretata Davis, 1969 - Bull. U.S. natn. Mus. 289: 33.[9]
- Enopa Walker, 1866 - List spec. lep. ins. colln. Br. Mus. 35: 1738 - specie tipo: Enopa mediella Walker, 1866, ibidem.[29]
- Epipremna Davis, 1969 - Bull. U.S. natn. Mus. 289: 15 (chiave); 34 (come sottogenere) - specie tipo: Carposina dominicae Davis, 1969 - Bull. U.S. natn. Mus. 289: 35.[9]
- Heterocrossa Meyrick, 1882 - Proc. Linn. Soc. N. S. Wales 7(2): 178 - specie tipo: Epischnia neurophorella Meyrick, 1879 - Proc. Linn. Soc. N. S. Wales 4: 232.[30]
- Hypopremna Davis, 1969 - Bull. U.S. natn. Mus. 289: 15 (chiave); 37 (come sottogenere) - specie tipo: Carposina bullata Meyrick, 1913 - Exot. Micr. 1: 98.[9]
- Oistophora Meyrick, 1881 - Proc. Linn. Soc. N. S. Wales 6(3): 699 - specie tipo: Oistophora pterocosmana Meyrick, 1881, ibidem.[31]
- Trepsitypa Meyrick, 1913 - Exot. Micr. 1: 72 - specie tipo: Trepsitypa cardinata Meyrick, 1913 - Exot. Micr. 1: 73.[32]

## Filogenesi
Di seguito viene riportato un cladogramma ricavato dallo studio di Heikkila et al. (2015), in cui si notano i rapporti di prossimità filogenetica tra Carposina e altri gruppi di Carposinoidea.
|  | Phycomorpha metachrysa |
|  |                        |
|  | Copromorpha sp.        |
|  |                        |

|  | Carposina sp.                                                               |
|  |                                                                             |
|  | \| \| Heterocrossa eriphylla \| \| \| \| \| \| Sosineura mimica \| \| \| \| |
|  |                                                                             |
|  | Heterocrossa eriphylla                                                      |
|  |                                                                             |
|  | Sosineura mimica                                                            |
|  |                                                                             |

|  | Heterocrossa eriphylla |
|  |                        |
|  | Sosineura mimica       |
|  |                        |

|  | Carposina sp.                                                               |
|  |                                                                             |
|  | \| \| Heterocrossa eriphylla \| \| \| \| \| \| Sosineura mimica \| \| \| \| |
|  |                                                                             |
|  | Heterocrossa eriphylla                                                      |
|  |                                                                             |
|  | Sosineura mimica                                                            |
|  |                                                                             |

|  | Heterocrossa eriphylla |
|  |                        |
|  | Sosineura mimica       |
|  |                        |

|  | Phycomorpha metachrysa |
|  |                        |
|  | Copromorpha sp.        |
|  |                        |

|  | Carposina sp.                                                               |
|  |                                                                             |
|  | \| \| Heterocrossa eriphylla \| \| \| \| \| \| Sosineura mimica \| \| \| \| |
|  |                                                                             |
|  | Heterocrossa eriphylla                                                      |
|  |                                                                             |
|  | Sosineura mimica                                                            |
|  |                                                                             |

|  | Heterocrossa eriphylla |
|  |                        |
|  | Sosineura mimica       |
|  |                        |

|  | Carposina sp.                                                               |
|  |                                                                             |
|  | \| \| Heterocrossa eriphylla \| \| \| \| \| \| Sosineura mimica \| \| \| \| |
|  |                                                                             |
|  | Heterocrossa eriphylla                                                      |
|  |                                                                             |
|  | Sosineura mimica                                                            |
|  |                                                                             |

|  | Heterocrossa eriphylla |
|  |                        |
|  | Sosineura mimica       |
|  |                        |

|  | Phycomorpha metachrysa |
|  |                        |
|  | Copromorpha sp.        |
|  |                        |

|  | Carposina sp.                                                               |
|  |                                                                             |
|  | \| \| Heterocrossa eriphylla \| \| \| \| \| \| Sosineura mimica \| \| \| \| |
|  |                                                                             |
|  | Heterocrossa eriphylla                                                      |
|  |                                                                             |
|  | Sosineura mimica                                                            |
|  |                                                                             |

|  | Heterocrossa eriphylla |
|  |                        |
|  | Sosineura mimica       |
|  |                        |

|  | Carposina sp.                                                               |
|  |                                                                             |
|  | \| \| Heterocrossa eriphylla \| \| \| \| \| \| Sosineura mimica \| \| \| \| |
|  |                                                                             |
|  | Heterocrossa eriphylla                                                      |
|  |                                                                             |
|  | Sosineura mimica                                                            |
|  |                                                                             |

|  | Heterocrossa eriphylla |
|  |                        |
|  | Sosineura mimica       |
|  |                        |

|  | Phycomorpha metachrysa |
|  |                        |
|  | Copromorpha sp.        |
|  |                        |

|  | Carposina sp.                                                               |
|  |                                                                             |
|  | \| \| Heterocrossa eriphylla \| \| \| \| \| \| Sosineura mimica \| \| \| \| |
|  |                                                                             |
|  | Heterocrossa eriphylla                                                      |
|  |                                                                             |
|  | Sosineura mimica                                                            |
|  |                                                                             |

|  | Heterocrossa eriphylla |
|  |                        |
|  | Sosineura mimica       |
|  |                        |

|  | Carposina sp.                                                               |
|  |                                                                             |
|  | \| \| Heterocrossa eriphylla \| \| \| \| \| \| Sosineura mimica \| \| \| \| |
|  |                                                                             |
|  | Heterocrossa eriphylla                                                      |
|  |                                                                             |
|  | Sosineura mimica                                                            |
|  |                                                                             |

|  | Heterocrossa eriphylla |
|  |                        |
|  | Sosineura mimica       |
|  |                        |

|  | Phycomorpha metachrysa |
|  |                        |
|  | Copromorpha sp.        |
|  |                        |

|  | Carposina sp.                                                               |
|  |                                                                             |
|  | \| \| Heterocrossa eriphylla \| \| \| \| \| \| Sosineura mimica \| \| \| \| |
|  |                                                                             |
|  | Heterocrossa eriphylla                                                      |
|  |                                                                             |
|  | Sosineura mimica                                                            |
|  |                                                                             |

|  | Heterocrossa eriphylla |
|  |                        |
|  | Sosineura mimica       |
|  |                        |

|  | Carposina sp.                                                               |
|  |                                                                             |
|  | \| \| Heterocrossa eriphylla \| \| \| \| \| \| Sosineura mimica \| \| \| \| |
|  |                                                                             |
|  | Heterocrossa eriphylla                                                      |
|  |                                                                             |
|  | Sosineura mimica                                                            |
|  |                                                                             |

|  | Heterocrossa eriphylla |
|  |                        |
|  | Sosineura mimica       |
|  |                        |

|  | Phycomorpha metachrysa |
|  |                        |
|  | Copromorpha sp.        |
|  |                        |

|  | Carposina sp.                                                               |
|  |                                                                             |
|  | \| \| Heterocrossa eriphylla \| \| \| \| \| \| Sosineura mimica \| \| \| \| |
|  |                                                                             |
|  | Heterocrossa eriphylla                                                      |
|  |                                                                             |
|  | Sosineura mimica                                                            |
|  |                                                                             |

|  | Heterocrossa eriphylla |
|  |                        |
|  | Sosineura mimica       |
|  |                        |

|  | Carposina sp.                                                               |
|  |                                                                             |
|  | \| \| Heterocrossa eriphylla \| \| \| \| \| \| Sosineura mimica \| \| \| \| |
|  |                                                                             |
|  | Heterocrossa eriphylla                                                      |
|  |                                                                             |
|  | Sosineura mimica                                                            |
|  |                                                                             |

|  | Heterocrossa eriphylla |
|  |                        |
|  | Sosineura mimica       |
|  |                        |

|  | Phycomorpha metachrysa |
|  |                        |
|  | Copromorpha sp.        |
|  |                        |

|  | Carposina sp.                                                               |
|  |                                                                             |
|  | \| \| Heterocrossa eriphylla \| \| \| \| \| \| Sosineura mimica \| \| \| \| |
|  |                                                                             |
|  | Heterocrossa eriphylla                                                      |
|  |                                                                             |
|  | Sosineura mimica                                                            |
|  |                                                                             |

|  | Heterocrossa eriphylla |
|  |                        |
|  | Sosineura mimica       |
|  |                        |

|  | Carposina sp.                                                               |
|  |                                                                             |
|  | \| \| Heterocrossa eriphylla \| \| \| \| \| \| Sosineura mimica \| \| \| \| |
|  |                                                                             |
|  | Heterocrossa eriphylla                                                      |
|  |                                                                             |
|  | Sosineura mimica                                                            |
|  |                                                                             |

|  | Heterocrossa eriphylla |
|  |                        |
|  | Sosineura mimica       |
|  |                        |

|  | Phycomorpha metachrysa |
|  |                        |
|  | Copromorpha sp.        |
|  |                        |

|  | Carposina sp.                                                               |
|  |                                                                             |
|  | \| \| Heterocrossa eriphylla \| \| \| \| \| \| Sosineura mimica \| \| \| \| |
|  |                                                                             |
|  | Heterocrossa eriphylla                                                      |
|  |                                                                             |
|  | Sosineura mimica                                                            |
|  |                                                                             |

|  | Heterocrossa eriphylla |
|  |                        |
|  | Sosineura mimica       |
|  |                        |

|  | Carposina sp.                                                               |
|  |                                                                             |
|  | \| \| Heterocrossa eriphylla \| \| \| \| \| \| Sosineura mimica \| \| \| \| |
|  |                                                                             |
|  | Heterocrossa eriphylla                                                      |
|  |                                                                             |
|  | Sosineura mimica                                                            |
|  |                                                                             |

|  | Heterocrossa eriphylla |
|  |                        |
|  | Sosineura mimica       |
|  |                        |

|  | Phycomorpha metachrysa |
|  |                        |
|  | Copromorpha sp.        |
|  |                        |

|  | Carposina sp.                                                               |
|  |                                                                             |
|  | \| \| Heterocrossa eriphylla \| \| \| \| \| \| Sosineura mimica \| \| \| \| |
|  |                                                                             |
|  | Heterocrossa eriphylla                                                      |
|  |                                                                             |
|  | Sosineura mimica                                                            |
|  |                                                                             |

|  | Heterocrossa eriphylla |
|  |                        |
|  | Sosineura mimica       |
|  |                        |

|  | Carposina sp.                                                               |
|  |                                                                             |
|  | \| \| Heterocrossa eriphylla \| \| \| \| \| \| Sosineura mimica \| \| \| \| |
|  |                                                                             |
|  | Heterocrossa eriphylla                                                      |
|  |                                                                             |
|  | Sosineura mimica                                                            |
|  |                                                                             |

|  | Heterocrossa eriphylla |
|  |                        |
|  | Sosineura mimica       |
|  |                        |

|  | Phycomorpha metachrysa |
|  |                        |
|  | Copromorpha sp.        |
|  |                        |

|  | Carposina sp.                                                               |
|  |                                                                             |
|  | \| \| Heterocrossa eriphylla \| \| \| \| \| \| Sosineura mimica \| \| \| \| |
|  |                                                                             |
|  | Heterocrossa eriphylla                                                      |
|  |                                                                             |
|  | Sosineura mimica                                                            |
|  |                                                                             |

|  | Heterocrossa eriphylla |
|  |                        |
|  | Sosineura mimica       |
|  |                        |

|  | Carposina sp.                                                               |
|  |                                                                             |
|  | \| \| Heterocrossa eriphylla \| \| \| \| \| \| Sosineura mimica \| \| \| \| |
|  |                                                                             |
|  | Heterocrossa eriphylla                                                      |
|  |                                                                             |
|  | Sosineura mimica                                                            |
|  |                                                                             |

|  | Heterocrossa eriphylla |
|  |                        |
|  | Sosineura mimica       |
|  |                        |

|  | Phycomorpha metachrysa |
|  |                        |
|  | Copromorpha sp.        |
|  |                        |

|  | Carposina sp.                                                               |
|  |                                                                             |
|  | \| \| Heterocrossa eriphylla \| \| \| \| \| \| Sosineura mimica \| \| \| \| |
|  |                                                                             |
|  | Heterocrossa eriphylla                                                      |
|  |                                                                             |
|  | Sosineura mimica                                                            |
|  |                                                                             |

|  | Heterocrossa eriphylla |
|  |                        |
|  | Sosineura mimica       |
|  |                        |

|  | Carposina sp.                                                               |
|  |                                                                             |
|  | \| \| Heterocrossa eriphylla \| \| \| \| \| \| Sosineura mimica \| \| \| \| |
|  |                                                                             |
|  | Heterocrossa eriphylla                                                      |
|  |                                                                             |
|  | Sosineura mimica                                                            |
|  |                                                                             |

|  | Heterocrossa eriphylla |
|  |                        |
|  | Sosineura mimica       |
|  |                        |

|  | Phycomorpha metachrysa |
|  |                        |
|  | Copromorpha sp.        |
|  |                        |

|  | Carposina sp.                                                               |
|  |                                                                             |
|  | \| \| Heterocrossa eriphylla \| \| \| \| \| \| Sosineura mimica \| \| \| \| |
|  |                                                                             |
|  | Heterocrossa eriphylla                                                      |
|  |                                                                             |
|  | Sosineura mimica                                                            |
|  |                                                                             |

|  | Heterocrossa eriphylla |
|  |                        |
|  | Sosineura mimica       |
|  |                        |

|  | Carposina sp.                                                               |
|  |                                                                             |
|  | \| \| Heterocrossa eriphylla \| \| \| \| \| \| Sosineura mimica \| \| \| \| |
|  |                                                                             |
|  | Heterocrossa eriphylla                                                      |
|  |                                                                             |
|  | Sosineura mimica                                                            |
|  |                                                                             |

|  | Heterocrossa eriphylla |
|  |                        |
|  | Sosineura mimica       |
|  |                        |

|  | Phycomorpha metachrysa |
|  |                        |
|  | Copromorpha sp.        |
|  |                        |

|  | Carposina sp.                                                               |
|  |                                                                             |
|  | \| \| Heterocrossa eriphylla \| \| \| \| \| \| Sosineura mimica \| \| \| \| |
|  |                                                                             |
|  | Heterocrossa eriphylla                                                      |
|  |                                                                             |
|  | Sosineura mimica                                                            |
|  |                                                                             |

|  | Heterocrossa eriphylla |
|  |                        |
|  | Sosineura mimica       |
|  |                        |

|  | Carposina sp.                                                               |
|  |                                                                             |
|  | \| \| Heterocrossa eriphylla \| \| \| \| \| \| Sosineura mimica \| \| \| \| |
|  |                                                                             |
|  | Heterocrossa eriphylla                                                      |
|  |                                                                             |
|  | Sosineura mimica                                                            |
|  |                                                                             |

|  | Heterocrossa eriphylla |
|  |                        |
|  | Sosineura mimica       |
|  |                        |

|  | Phycomorpha metachrysa |
|  |                        |
|  | Copromorpha sp.        |
|  |                        |

|  | Carposina sp.                                                               |
|  |                                                                             |
|  | \| \| Heterocrossa eriphylla \| \| \| \| \| \| Sosineura mimica \| \| \| \| |
|  |                                                                             |
|  | Heterocrossa eriphylla                                                      |
|  |                                                                             |
|  | Sosineura mimica                                                            |
|  |                                                                             |

|  | Heterocrossa eriphylla |
|  |                        |
|  | Sosineura mimica       |
|  |                        |

|  | Carposina sp.                                                               |
|  |                                                                             |
|  | \| \| Heterocrossa eriphylla \| \| \| \| \| \| Sosineura mimica \| \| \| \| |
|  |                                                                             |
|  | Heterocrossa eriphylla                                                      |
|  |                                                                             |
|  | Sosineura mimica                                                            |
|  |                                                                             |

|  | Heterocrossa eriphylla |
|  |                        |
|  | Sosineura mimica       |
|  |                        |

|  | Phycomorpha metachrysa |
|  |                        |
|  | Copromorpha sp.        |
|  |                        |

|  | Carposina sp.                                                               |
|  |                                                                             |
|  | \| \| Heterocrossa eriphylla \| \| \| \| \| \| Sosineura mimica \| \| \| \| |
|  |                                                                             |
|  | Heterocrossa eriphylla                                                      |
|  |                                                                             |
|  | Sosineura mimica                                                            |
|  |                                                                             |

|  | Heterocrossa eriphylla |
|  |                        |
|  | Sosineura mimica       |
|  |                        |

|  | Carposina sp.                                                               |
|  |                                                                             |
|  | \| \| Heterocrossa eriphylla \| \| \| \| \| \| Sosineura mimica \| \| \| \| |
|  |                                                                             |
|  | Heterocrossa eriphylla                                                      |
|  |                                                                             |
|  | Sosineura mimica                                                            |
|  |                                                                             |

|  | Heterocrossa eriphylla |
|  |                        |
|  | Sosineura mimica       |
|  |                        |

|  | Phycomorpha metachrysa |
|  |                        |
|  | Copromorpha sp.        |
|  |                        |

|  | Carposina sp.                                                               |
|  |                                                                             |
|  | \| \| Heterocrossa eriphylla \| \| \| \| \| \| Sosineura mimica \| \| \| \| |
|  |                                                                             |
|  | Heterocrossa eriphylla                                                      |
|  |                                                                             |
|  | Sosineura mimica                                                            |
|  |                                                                             |

|  | Heterocrossa eriphylla |
|  |                        |
|  | Sosineura mimica       |
|  |                        |

|  | Carposina sp.                                                               |
|  |                                                                             |
|  | \| \| Heterocrossa eriphylla \| \| \| \| \| \| Sosineura mimica \| \| \| \| |
|  |                                                                             |
|  | Heterocrossa eriphylla                                                      |
|  |                                                                             |
|  | Sosineura mimica                                                            |
|  |                                                                             |

|  | Heterocrossa eriphylla |
|  |                        |
|  | Sosineura mimica       |
|  |                        |

|  | Phycomorpha metachrysa |
|  |                        |
|  | Copromorpha sp.        |
|  |                        |

|  | Carposina sp.                                                               |
|  |                                                                             |
|  | \| \| Heterocrossa eriphylla \| \| \| \| \| \| Sosineura mimica \| \| \| \| |
|  |                                                                             |
|  | Heterocrossa eriphylla                                                      |
|  |                                                                             |
|  | Sosineura mimica                                                            |
|  |                                                                             |

|  | Heterocrossa eriphylla |
|  |                        |
|  | Sosineura mimica       |
|  |                        |

|  | Carposina sp.                                                               |
|  |                                                                             |
|  | \| \| Heterocrossa eriphylla \| \| \| \| \| \| Sosineura mimica \| \| \| \| |
|  |                                                                             |
|  | Heterocrossa eriphylla                                                      |
|  |                                                                             |
|  | Sosineura mimica                                                            |
|  |                                                                             |

|  | Heterocrossa eriphylla |
|  |                        |
|  | Sosineura mimica       |
|  |                        |

|  | Phycomorpha metachrysa |
|  |                        |
|  | Copromorpha sp.        |
|  |                        |

|  | Carposina sp.                                                               |
|  |                                                                             |
|  | \| \| Heterocrossa eriphylla \| \| \| \| \| \| Sosineura mimica \| \| \| \| |
|  |                                                                             |
|  | Heterocrossa eriphylla                                                      |
|  |                                                                             |
|  | Sosineura mimica                                                            |
|  |                                                                             |

|  | Heterocrossa eriphylla |
|  |                        |
|  | Sosineura mimica       |
|  |                        |

|  | Carposina sp.                                                               |
|  |                                                                             |
|  | \| \| Heterocrossa eriphylla \| \| \| \| \| \| Sosineura mimica \| \| \| \| |
|  |                                                                             |
|  | Heterocrossa eriphylla                                                      |
|  |                                                                             |
|  | Sosineura mimica                                                            |
|  |                                                                             |

|  | Heterocrossa eriphylla |
|  |                        |
|  | Sosineura mimica       |
|  |                        |

|  | Phycomorpha metachrysa |
|  |                        |
|  | Copromorpha sp.        |
|  |                        |

|  | Carposina sp.                                                               |
|  |                                                                             |
|  | \| \| Heterocrossa eriphylla \| \| \| \| \| \| Sosineura mimica \| \| \| \| |
|  |                                                                             |
|  | Heterocrossa eriphylla                                                      |
|  |                                                                             |
|  | Sosineura mimica                                                            |
|  |                                                                             |

|  | Heterocrossa eriphylla |
|  |                        |
|  | Sosineura mimica       |
|  |                        |

|  | Carposina sp.                                                               |
|  |                                                                             |
|  | \| \| Heterocrossa eriphylla \| \| \| \| \| \| Sosineura mimica \| \| \| \| |
|  |                                                                             |
|  | Heterocrossa eriphylla                                                      |
|  |                                                                             |
|  | Sosineura mimica                                                            |
|  |                                                                             |

|  | Heterocrossa eriphylla |
|  |                        |
|  | Sosineura mimica       |
|  |                        |

|  | Phycomorpha metachrysa |
|  |                        |
|  | Copromorpha sp.        |
|  |                        |

|  | Carposina sp.                                                               |
|  |                                                                             |
|  | \| \| Heterocrossa eriphylla \| \| \| \| \| \| Sosineura mimica \| \| \| \| |
|  |                                                                             |
|  | Heterocrossa eriphylla                                                      |
|  |                                                                             |
|  | Sosineura mimica                                                            |
|  |                                                                             |

|  | Heterocrossa eriphylla |
|  |                        |
|  | Sosineura mimica       |
|  |                        |

|  | Carposina sp.                                                               |
|  |                                                                             |
|  | \| \| Heterocrossa eriphylla \| \| \| \| \| \| Sosineura mimica \| \| \| \| |
|  |                                                                             |
|  | Heterocrossa eriphylla                                                      |
|  |                                                                             |
|  | Sosineura mimica                                                            |
|  |                                                                             |

|  | Heterocrossa eriphylla |
|  |                        |
|  | Sosineura mimica       |
|  |                        |

|  | Phycomorpha metachrysa |
|  |                        |
|  | Copromorpha sp.        |
|  |                        |

|  | Carposina sp.                                                               |
|  |                                                                             |
|  | \| \| Heterocrossa eriphylla \| \| \| \| \| \| Sosineura mimica \| \| \| \| |
|  |                                                                             |
|  | Heterocrossa eriphylla                                                      |
|  |                                                                             |
|  | Sosineura mimica                                                            |
|  |                                                                             |

|  | Heterocrossa eriphylla |
|  |                        |
|  | Sosineura mimica       |
|  |                        |

|  | Carposina sp.                                                               |
|  |                                                                             |
|  | \| \| Heterocrossa eriphylla \| \| \| \| \| \| Sosineura mimica \| \| \| \| |
|  |                                                                             |
|  | Heterocrossa eriphylla                                                      |
|  |                                                                             |
|  | Sosineura mimica                                                            |
|  |                                                                             |

|  | Heterocrossa eriphylla |
|  |                        |
|  | Sosineura mimica       |
|  |                        |

|  | Phycomorpha metachrysa |
|  |                        |
|  | Copromorpha sp.        |
|  |                        |

|  | Carposina sp.                                                               |
|  |                                                                             |
|  | \| \| Heterocrossa eriphylla \| \| \| \| \| \| Sosineura mimica \| \| \| \| |
|  |                                                                             |
|  | Heterocrossa eriphylla                                                      |
|  |                                                                             |
|  | Sosineura mimica                                                            |
|  |                                                                             |

|  | Heterocrossa eriphylla |
|  |                        |
|  | Sosineura mimica       |
|  |                        |

|  | Carposina sp.                                                               |
|  |                                                                             |
|  | \| \| Heterocrossa eriphylla \| \| \| \| \| \| Sosineura mimica \| \| \| \| |
|  |                                                                             |
|  | Heterocrossa eriphylla                                                      |
|  |                                                                             |
|  | Sosineura mimica                                                            |
|  |                                                                             |

|  | Heterocrossa eriphylla |
|  |                        |
|  | Sosineura mimica       |
|  |                        |

|  | Phycomorpha metachrysa |
|  |                        |
|  | Copromorpha sp.        |
|  |                        |

|  | Carposina sp.                                                               |
|  |                                                                             |
|  | \| \| Heterocrossa eriphylla \| \| \| \| \| \| Sosineura mimica \| \| \| \| |
|  |                                                                             |
|  | Heterocrossa eriphylla                                                      |
|  |                                                                             |
|  | Sosineura mimica                                                            |
|  |                                                                             |

|  | Heterocrossa eriphylla |
|  |                        |
|  | Sosineura mimica       |
|  |                        |

|  | Carposina sp.                                                               |
|  |                                                                             |
|  | \| \| Heterocrossa eriphylla \| \| \| \| \| \| Sosineura mimica \| \| \| \| |
|  |                                                                             |
|  | Heterocrossa eriphylla                                                      |
|  |                                                                             |
|  | Sosineura mimica                                                            |
|  |                                                                             |

|  | Heterocrossa eriphylla |
|  |                        |
|  | Sosineura mimica       |
|  |                        |

|  | Phycomorpha metachrysa |
|  |                        |
|  | Copromorpha sp.        |
|  |                        |

|  | Carposina sp.                                                               |
|  |                                                                             |
|  | \| \| Heterocrossa eriphylla \| \| \| \| \| \| Sosineura mimica \| \| \| \| |
|  |                                                                             |
|  | Heterocrossa eriphylla                                                      |
|  |                                                                             |
|  | Sosineura mimica                                                            |
|  |                                                                             |

|  | Heterocrossa eriphylla |
|  |                        |
|  | Sosineura mimica       |
|  |                        |

|  | Carposina sp.                                                               |
|  |                                                                             |
|  | \| \| Heterocrossa eriphylla \| \| \| \| \| \| Sosineura mimica \| \| \| \| |
|  |                                                                             |
|  | Heterocrossa eriphylla                                                      |
|  |                                                                             |
|  | Sosineura mimica                                                            |
|  |                                                                             |

|  | Heterocrossa eriphylla |
|  |                        |
|  | Sosineura mimica       |
|  |                        |

|  | Phycomorpha metachrysa |
|  |                        |
|  | Copromorpha sp.        |
|  |                        |

|  | Carposina sp.                                                               |
|  |                                                                             |
|  | \| \| Heterocrossa eriphylla \| \| \| \| \| \| Sosineura mimica \| \| \| \| |
|  |                                                                             |
|  | Heterocrossa eriphylla                                                      |
|  |                                                                             |
|  | Sosineura mimica                                                            |
|  |                                                                             |

|  | Heterocrossa eriphylla |
|  |                        |
|  | Sosineura mimica       |
|  |                        |

|  | Carposina sp.                                                               |
|  |                                                                             |
|  | \| \| Heterocrossa eriphylla \| \| \| \| \| \| Sosineura mimica \| \| \| \| |
|  |                                                                             |
|  | Heterocrossa eriphylla                                                      |
|  |                                                                             |
|  | Sosineura mimica                                                            |
|  |                                                                             |

|  | Heterocrossa eriphylla |
|  |                        |
|  | Sosineura mimica       |
|  |                        |

|  | Phycomorpha metachrysa |
|  |                        |
|  | Copromorpha sp.        |
|  |                        |

|  | Carposina sp.                                                               |
|  |                                                                             |
|  | \| \| Heterocrossa eriphylla \| \| \| \| \| \| Sosineura mimica \| \| \| \| |
|  |                                                                             |
|  | Heterocrossa eriphylla                                                      |
|  |                                                                             |
|  | Sosineura mimica                                                            |
|  |                                                                             |

|  | Heterocrossa eriphylla |
|  |                        |
|  | Sosineura mimica       |
|  |                        |

|  | Carposina sp.                                                               |
|  |                                                                             |
|  | \| \| Heterocrossa eriphylla \| \| \| \| \| \| Sosineura mimica \| \| \| \| |
|  |                                                                             |
|  | Heterocrossa eriphylla                                                      |
|  |                                                                             |
|  | Sosineura mimica                                                            |
|  |                                                                             |

|  | Heterocrossa eriphylla |
|  |                        |
|  | Sosineura mimica       |
|  |                        |

|  | Phycomorpha metachrysa |
|  |                        |
|  | Copromorpha sp.        |
|  |                        |

|  | Carposina sp.                                                               |
|  |                                                                             |
|  | \| \| Heterocrossa eriphylla \| \| \| \| \| \| Sosineura mimica \| \| \| \| |
|  |                                                                             |
|  | Heterocrossa eriphylla                                                      |
|  |                                                                             |
|  | Sosineura mimica                                                            |
|  |                                                                             |

|  | Heterocrossa eriphylla |
|  |                        |
|  | Sosineura mimica       |
|  |                        |

|  | Carposina sp.                                                               |
|  |                                                                             |
|  | \| \| Heterocrossa eriphylla \| \| \| \| \| \| Sosineura mimica \| \| \| \| |
|  |                                                                             |
|  | Heterocrossa eriphylla                                                      |
|  |                                                                             |
|  | Sosineura mimica                                                            |
|  |                                                                             |

|  | Heterocrossa eriphylla |
|  |                        |
|  | Sosineura mimica       |
|  |                        |

|  | Phycomorpha metachrysa |
|  |                        |
|  | Copromorpha sp.        |
|  |                        |

|  | Carposina sp.                                                               |
|  |                                                                             |
|  | \| \| Heterocrossa eriphylla \| \| \| \| \| \| Sosineura mimica \| \| \| \| |
|  |                                                                             |
|  | Heterocrossa eriphylla                                                      |
|  |                                                                             |
|  | Sosineura mimica                                                            |
|  |                                                                             |

|  | Heterocrossa eriphylla |
|  |                        |
|  | Sosineura mimica       |
|  |                        |

|  | Carposina sp.                                                               |
|  |                                                                             |
|  | \| \| Heterocrossa eriphylla \| \| \| \| \| \| Sosineura mimica \| \| \| \| |
|  |                                                                             |
|  | Heterocrossa eriphylla                                                      |
|  |                                                                             |
|  | Sosineura mimica                                                            |
|  |                                                                             |

|  | Heterocrossa eriphylla |
|  |                        |
|  | Sosineura mimica       |
|  |                        |

|  | Phycomorpha metachrysa |
|  |                        |
|  | Copromorpha sp.        |
|  |                        |

|  | Carposina sp.                                                               |
|  |                                                                             |
|  | \| \| Heterocrossa eriphylla \| \| \| \| \| \| Sosineura mimica \| \| \| \| |
|  |                                                                             |
|  | Heterocrossa eriphylla                                                      |
|  |                                                                             |
|  | Sosineura mimica                                                            |
|  |                                                                             |

|  | Heterocrossa eriphylla |
|  |                        |
|  | Sosineura mimica       |
|  |                        |

|  | Carposina sp.                                                               |
|  |                                                                             |
|  | \| \| Heterocrossa eriphylla \| \| \| \| \| \| Sosineura mimica \| \| \| \| |
|  |                                                                             |
|  | Heterocrossa eriphylla                                                      |
|  |                                                                             |
|  | Sosineura mimica                                                            |
|  |                                                                             |

|  | Heterocrossa eriphylla |
|  |                        |
|  | Sosineura mimica       |
|  |                        |

|  | Phycomorpha metachrysa |
|  |                        |
|  | Copromorpha sp.        |
|  |                        |

|  | Carposina sp.                                                               |
|  |                                                                             |
|  | \| \| Heterocrossa eriphylla \| \| \| \| \| \| Sosineura mimica \| \| \| \| |
|  |                                                                             |
|  | Heterocrossa eriphylla                                                      |
|  |                                                                             |
|  | Sosineura mimica                                                            |
|  |                                                                             |

|  | Heterocrossa eriphylla |
|  |                        |
|  | Sosineura mimica       |
|  |                        |

|  | Carposina sp.                                                               |
|  |                                                                             |
|  | \| \| Heterocrossa eriphylla \| \| \| \| \| \| Sosineura mimica \| \| \| \| |
|  |                                                                             |
|  | Heterocrossa eriphylla                                                      |
|  |                                                                             |
|  | Sosineura mimica                                                            |
|  |                                                                             |

|  | Heterocrossa eriphylla |
|  |                        |
|  | Sosineura mimica       |
|  |                        |

|  | Phycomorpha metachrysa |
|  |                        |
|  | Copromorpha sp.        |
|  |                        |

|  | Carposina sp.                                                               |
|  |                                                                             |
|  | \| \| Heterocrossa eriphylla \| \| \| \| \| \| Sosineura mimica \| \| \| \| |
|  |                                                                             |
|  | Heterocrossa eriphylla                                                      |
|  |                                                                             |
|  | Sosineura mimica                                                            |
|  |                                                                             |

|  | Heterocrossa eriphylla |
|  |                        |
|  | Sosineura mimica       |
|  |                        |

|  | Carposina sp.                                                               |
|  |                                                                             |
|  | \| \| Heterocrossa eriphylla \| \| \| \| \| \| Sosineura mimica \| \| \| \| |
|  |                                                                             |
|  | Heterocrossa eriphylla                                                      |
|  |                                                                             |
|  | Sosineura mimica                                                            |
|  |                                                                             |

|  | Heterocrossa eriphylla |
|  |                        |
|  | Sosineura mimica       |
|  |                        |

|  | Phycomorpha metachrysa |
|  |                        |
|  | Copromorpha sp.        |
|  |                        |

|  | Carposina sp.                                                               |
|  |                                                                             |
|  | \| \| Heterocrossa eriphylla \| \| \| \| \| \| Sosineura mimica \| \| \| \| |
|  |                                                                             |
|  | Heterocrossa eriphylla                                                      |
|  |                                                                             |
|  | Sosineura mimica                                                            |
|  |                                                                             |

|  | Heterocrossa eriphylla |
|  |                        |
|  | Sosineura mimica       |
|  |                        |

|  | Carposina sp.                                                               |
|  |                                                                             |
|  | \| \| Heterocrossa eriphylla \| \| \| \| \| \| Sosineura mimica \| \| \| \| |
|  |                                                                             |
|  | Heterocrossa eriphylla                                                      |
|  |                                                                             |
|  | Sosineura mimica                                                            |
|  |                                                                             |

|  | Heterocrossa eriphylla |
|  |                        |
|  | Sosineura mimica       |
|  |                        |

|  | Phycomorpha metachrysa |
|  |                        |
|  | Copromorpha sp.        |
|  |                        |

|  | Carposina sp.                                                               |
|  |                                                                             |
|  | \| \| Heterocrossa eriphylla \| \| \| \| \| \| Sosineura mimica \| \| \| \| |
|  |                                                                             |
|  | Heterocrossa eriphylla                                                      |
|  |                                                                             |
|  | Sosineura mimica                                                            |
|  |                                                                             |

|  | Heterocrossa eriphylla |
|  |                        |
|  | Sosineura mimica       |
|  |                        |

|  | Carposina sp.                                                               |
|  |                                                                             |
|  | \| \| Heterocrossa eriphylla \| \| \| \| \| \| Sosineura mimica \| \| \| \| |
|  |                                                                             |
|  | Heterocrossa eriphylla                                                      |
|  |                                                                             |
|  | Sosineura mimica                                                            |
|  |                                                                             |

|  | Heterocrossa eriphylla |
|  |                        |
|  | Sosineura mimica       |
|  |                        |

|  | Phycomorpha metachrysa |
|  |                        |
|  | Copromorpha sp.        |
|  |                        |

|  | Carposina sp.                                                               |
|  |                                                                             |
|  | \| \| Heterocrossa eriphylla \| \| \| \| \| \| Sosineura mimica \| \| \| \| |
|  |                                                                             |
|  | Heterocrossa eriphylla                                                      |
|  |                                                                             |
|  | Sosineura mimica                                                            |
|  |                                                                             |

|  | Heterocrossa eriphylla |
|  |                        |
|  | Sosineura mimica       |
|  |                        |

|  | Carposina sp.                                                               |
|  |                                                                             |
|  | \| \| Heterocrossa eriphylla \| \| \| \| \| \| Sosineura mimica \| \| \| \| |
|  |                                                                             |
|  | Heterocrossa eriphylla                                                      |
|  |                                                                             |
|  | Sosineura mimica                                                            |
|  |                                                                             |

|  | Heterocrossa eriphylla |
|  |                        |
|  | Sosineura mimica       |
|  |                        |

|  | Phycomorpha metachrysa |
|  |                        |
|  | Copromorpha sp.        |
|  |                        |

|  | Carposina sp.                                                               |
|  |                                                                             |
|  | \| \| Heterocrossa eriphylla \| \| \| \| \| \| Sosineura mimica \| \| \| \| |
|  |                                                                             |
|  | Heterocrossa eriphylla                                                      |
|  |                                                                             |
|  | Sosineura mimica                                                            |
|  |                                                                             |

|  | Heterocrossa eriphylla |
|  |                        |
|  | Sosineura mimica       |
|  |                        |

|  | Carposina sp.                                                               |
|  |                                                                             |
|  | \| \| Heterocrossa eriphylla \| \| \| \| \| \| Sosineura mimica \| \| \| \| |
|  |                                                                             |
|  | Heterocrossa eriphylla                                                      |
|  |                                                                             |
|  | Sosineura mimica                                                            |
|  |                                                                             |

|  | Heterocrossa eriphylla |
|  |                        |
|  | Sosineura mimica       |
|  |                        |

|  | Phycomorpha metachrysa |
|  |                        |
|  | Copromorpha sp.        |
|  |                        |

|  | Carposina sp.                                                               |
|  |                                                                             |
|  | \| \| Heterocrossa eriphylla \| \| \| \| \| \| Sosineura mimica \| \| \| \| |
|  |                                                                             |
|  | Heterocrossa eriphylla                                                      |
|  |                                                                             |
|  | Sosineura mimica                                                            |
|  |                                                                             |

|  | Heterocrossa eriphylla |
|  |                        |
|  | Sosineura mimica       |
|  |                        |

|  | Carposina sp.                                                               |
|  |                                                                             |
|  | \| \| Heterocrossa eriphylla \| \| \| \| \| \| Sosineura mimica \| \| \| \| |
|  |                                                                             |
|  | Heterocrossa eriphylla                                                      |
|  |                                                                             |
|  | Sosineura mimica                                                            |
|  |                                                                             |

|  | Heterocrossa eriphylla |
|  |                        |
|  | Sosineura mimica       |
|  |                        |

|  | Phycomorpha metachrysa |
|  |                        |
|  | Copromorpha sp.        |
|  |                        |

|  | Carposina sp.                                                               |
|  |                                                                             |
|  | \| \| Heterocrossa eriphylla \| \| \| \| \| \| Sosineura mimica \| \| \| \| |
|  |                                                                             |
|  | Heterocrossa eriphylla                                                      |
|  |                                                                             |
|  | Sosineura mimica                                                            |
|  |                                                                             |

|  | Heterocrossa eriphylla |
|  |                        |
|  | Sosineura mimica       |
|  |                        |

|  | Carposina sp.                                                               |
|  |                                                                             |
|  | \| \| Heterocrossa eriphylla \| \| \| \| \| \| Sosineura mimica \| \| \| \| |
|  |                                                                             |
|  | Heterocrossa eriphylla                                                      |
|  |                                                                             |
|  | Sosineura mimica                                                            |
|  |                                                                             |

|  | Heterocrossa eriphylla |
|  |                        |
|  | Sosineura mimica       |
|  |                        |

|  | Phycomorpha metachrysa |
|  |                        |
|  | Copromorpha sp.        |
|  |                        |

|  | Carposina sp.                                                               |
|  |                                                                             |
|  | \| \| Heterocrossa eriphylla \| \| \| \| \| \| Sosineura mimica \| \| \| \| |
|  |                                                                             |
|  | Heterocrossa eriphylla                                                      |
|  |                                                                             |
|  | Sosineura mimica                                                            |
|  |                                                                             |

|  | Heterocrossa eriphylla |
|  |                        |
|  | Sosineura mimica       |
|  |                        |

|  | Carposina sp.                                                               |
|  |                                                                             |
|  | \| \| Heterocrossa eriphylla \| \| \| \| \| \| Sosineura mimica \| \| \| \| |
|  |                                                                             |
|  | Heterocrossa eriphylla                                                      |
|  |                                                                             |
|  | Sosineura mimica                                                            |
|  |                                                                             |

|  | Heterocrossa eriphylla |
|  |                        |
|  | Sosineura mimica       |
|  |                        |

|  | Phycomorpha metachrysa |
|  |                        |
|  | Copromorpha sp.        |
|  |                        |

|  | Carposina sp.                                                               |
|  |                                                                             |
|  | \| \| Heterocrossa eriphylla \| \| \| \| \| \| Sosineura mimica \| \| \| \| |
|  |                                                                             |
|  | Heterocrossa eriphylla                                                      |
|  |                                                                             |
|  | Sosineura mimica                                                            |
|  |                                                                             |

|  | Heterocrossa eriphylla |
|  |                        |
|  | Sosineura mimica       |
|  |                        |

|  | Carposina sp.                                                               |
|  |                                                                             |
|  | \| \| Heterocrossa eriphylla \| \| \| \| \| \| Sosineura mimica \| \| \| \| |
|  |                                                                             |
|  | Heterocrossa eriphylla                                                      |
|  |                                                                             |
|  | Sosineura mimica                                                            |
|  |                                                                             |

|  | Heterocrossa eriphylla |
|  |                        |
|  | Sosineura mimica       |
|  |                        |

|  | Phycomorpha metachrysa |
|  |                        |
|  | Copromorpha sp.        |
|  |                        |

|  | Carposina sp.                                                               |
|  |                                                                             |
|  | \| \| Heterocrossa eriphylla \| \| \| \| \| \| Sosineura mimica \| \| \| \| |
|  |                                                                             |
|  | Heterocrossa eriphylla                                                      |
|  |                                                                             |
|  | Sosineura mimica                                                            |
|  |                                                                             |

|  | Heterocrossa eriphylla |
|  |                        |
|  | Sosineura mimica       |
|  |                        |

|  | Carposina sp.                                                               |
|  |                                                                             |
|  | \| \| Heterocrossa eriphylla \| \| \| \| \| \| Sosineura mimica \| \| \| \| |
|  |                                                                             |
|  | Heterocrossa eriphylla                                                      |
|  |                                                                             |
|  | Sosineura mimica                                                            |
|  |                                                                             |

|  | Heterocrossa eriphylla |
|  |                        |
|  | Sosineura mimica       |
|  |                        |

|  | Phycomorpha metachrysa |
|  |                        |
|  | Copromorpha sp.        |
|  |                        |

|  | Carposina sp.                                                               |
|  |                                                                             |
|  | \| \| Heterocrossa eriphylla \| \| \| \| \| \| Sosineura mimica \| \| \| \| |
|  |                                                                             |
|  | Heterocrossa eriphylla                                                      |
|  |                                                                             |
|  | Sosineura mimica                                                            |
|  |                                                                             |

|  | Heterocrossa eriphylla |
|  |                        |
|  | Sosineura mimica       |
|  |                        |

|  | Carposina sp.                                                               |
|  |                                                                             |
|  | \| \| Heterocrossa eriphylla \| \| \| \| \| \| Sosineura mimica \| \| \| \| |
|  |                                                                             |
|  | Heterocrossa eriphylla                                                      |
|  |                                                                             |
|  | Sosineura mimica                                                            |
|  |                                                                             |

|  | Heterocrossa eriphylla |
|  |                        |
|  | Sosineura mimica       |
|  |                        |

|  | Phycomorpha metachrysa |
|  |                        |
|  | Copromorpha sp.        |
|  |                        |

|  | Carposina sp.                                                               |
|  |                                                                             |
|  | \| \| Heterocrossa eriphylla \| \| \| \| \| \| Sosineura mimica \| \| \| \| |
|  |                                                                             |
|  | Heterocrossa eriphylla                                                      |
|  |                                                                             |
|  | Sosineura mimica                                                            |
|  |                                                                             |

|  | Heterocrossa eriphylla |
|  |                        |
|  | Sosineura mimica       |
|  |                        |

|  | Carposina sp.                                                               |
|  |                                                                             |
|  | \| \| Heterocrossa eriphylla \| \| \| \| \| \| Sosineura mimica \| \| \| \| |
|  |                                                                             |
|  | Heterocrossa eriphylla                                                      |
|  |                                                                             |
|  | Sosineura mimica                                                            |
|  |                                                                             |

|  | Heterocrossa eriphylla |
|  |                        |
|  | Sosineura mimica       |
|  |                        |

|  | Phycomorpha metachrysa |
|  |                        |
|  | Copromorpha sp.        |
|  |                        |

|  | Carposina sp.                                                               |
|  |                                                                             |
|  | \| \| Heterocrossa eriphylla \| \| \| \| \| \| Sosineura mimica \| \| \| \| |
|  |                                                                             |
|  | Heterocrossa eriphylla                                                      |
|  |                                                                             |
|  | Sosineura mimica                                                            |
|  |                                                                             |

|  | Heterocrossa eriphylla |
|  |                        |
|  | Sosineura mimica       |
|  |                        |

|  | Carposina sp.                                                               |
|  |                                                                             |
|  | \| \| Heterocrossa eriphylla \| \| \| \| \| \| Sosineura mimica \| \| \| \| |
|  |                                                                             |
|  | Heterocrossa eriphylla                                                      |
|  |                                                                             |
|  | Sosineura mimica                                                            |
|  |                                                                             |

|  | Heterocrossa eriphylla |
|  |                        |
|  | Sosineura mimica       |
|  |                        |

|  | Phycomorpha metachrysa |
|  |                        |
|  | Copromorpha sp.        |
|  |                        |

|  | Carposina sp.                                                               |
|  |                                                                             |
|  | \| \| Heterocrossa eriphylla \| \| \| \| \| \| Sosineura mimica \| \| \| \| |
|  |                                                                             |
|  | Heterocrossa eriphylla                                                      |
|  |                                                                             |
|  | Sosineura mimica                                                            |
|  |                                                                             |

|  | Heterocrossa eriphylla |
|  |                        |
|  | Sosineura mimica       |
|  |                        |

|  | Carposina sp.                                                               |
|  |                                                                             |
|  | \| \| Heterocrossa eriphylla \| \| \| \| \| \| Sosineura mimica \| \| \| \| |
|  |                                                                             |
|  | Heterocrossa eriphylla                                                      |
|  |                                                                             |
|  | Sosineura mimica                                                            |
|  |                                                                             |

|  | Heterocrossa eriphylla |
|  |                        |
|  | Sosineura mimica       |
|  |                        |

|  | Phycomorpha metachrysa |
|  |                        |
|  | Copromorpha sp.        |
|  |                        |

|  | Carposina sp.                                                               |
|  |                                                                             |
|  | \| \| Heterocrossa eriphylla \| \| \| \| \| \| Sosineura mimica \| \| \| \| |
|  |                                                                             |
|  | Heterocrossa eriphylla                                                      |
|  |                                                                             |
|  | Sosineura mimica                                                            |
|  |                                                                             |

|  | Heterocrossa eriphylla |
|  |                        |
|  | Sosineura mimica       |
|  |                        |

|  | Carposina sp.                                                               |
|  |                                                                             |
|  | \| \| Heterocrossa eriphylla \| \| \| \| \| \| Sosineura mimica \| \| \| \| |
|  |                                                                             |
|  | Heterocrossa eriphylla                                                      |
|  |                                                                             |
|  | Sosineura mimica                                                            |
|  |                                                                             |

|  | Heterocrossa eriphylla |
|  |                        |
|  | Sosineura mimica       |
|  |                        |

|  | Phycomorpha metachrysa |
|  |                        |
|  | Copromorpha sp.        |
|  |                        |

|  | Carposina sp.                                                               |
|  |                                                                             |
|  | \| \| Heterocrossa eriphylla \| \| \| \| \| \| Sosineura mimica \| \| \| \| |
|  |                                                                             |
|  | Heterocrossa eriphylla                                                      |
|  |                                                                             |
|  | Sosineura mimica                                                            |
|  |                                                                             |

|  | Heterocrossa eriphylla |
|  |                        |
|  | Sosineura mimica       |
|  |                        |

|  | Carposina sp.                                                               |
|  |                                                                             |
|  | \| \| Heterocrossa eriphylla \| \| \| \| \| \| Sosineura mimica \| \| \| \| |
|  |                                                                             |
|  | Heterocrossa eriphylla                                                      |
|  |                                                                             |
|  | Sosineura mimica                                                            |
|  |                                                                             |

|  | Heterocrossa eriphylla |
|  |                        |
|  | Sosineura mimica       |
|  |                        |

|  | Phycomorpha metachrysa |
|  |                        |
|  | Copromorpha sp.        |
|  |                        |

|  | Carposina sp.                                                               |
|  |                                                                             |
|  | \| \| Heterocrossa eriphylla \| \| \| \| \| \| Sosineura mimica \| \| \| \| |
|  |                                                                             |
|  | Heterocrossa eriphylla                                                      |
|  |                                                                             |
|  | Sosineura mimica                                                            |
|  |                                                                             |

|  | Heterocrossa eriphylla |
|  |                        |
|  | Sosineura mimica       |
|  |                        |

|  | Carposina sp.                                                               |
|  |                                                                             |
|  | \| \| Heterocrossa eriphylla \| \| \| \| \| \| Sosineura mimica \| \| \| \| |
|  |                                                                             |
|  | Heterocrossa eriphylla                                                      |
|  |                                                                             |
|  | Sosineura mimica                                                            |
|  |                                                                             |

|  | Heterocrossa eriphylla |
|  |                        |
|  | Sosineura mimica       |
|  |                        |

|  | Phycomorpha metachrysa |
|  |                        |
|  | Copromorpha sp.        |
|  |                        |

|  | Carposina sp.                                                               |
|  |                                                                             |
|  | \| \| Heterocrossa eriphylla \| \| \| \| \| \| Sosineura mimica \| \| \| \| |
|  |                                                                             |
|  | Heterocrossa eriphylla                                                      |
|  |                                                                             |
|  | Sosineura mimica                                                            |
|  |                                                                             |

|  | Heterocrossa eriphylla |
|  |                        |
|  | Sosineura mimica       |
|  |                        |

|  | Carposina sp.                                                               |
|  |                                                                             |
|  | \| \| Heterocrossa eriphylla \| \| \| \| \| \| Sosineura mimica \| \| \| \| |
|  |                                                                             |
|  | Heterocrossa eriphylla                                                      |
|  |                                                                             |
|  | Sosineura mimica                                                            |
|  |                                                                             |

|  | Heterocrossa eriphylla |
|  |                        |
|  | Sosineura mimica       |
|  |                        |

|  | Phycomorpha metachrysa |
|  |                        |
|  | Copromorpha sp.        |
|  |                        |

|  | Carposina sp.                                                               |
|  |                                                                             |
|  | \| \| Heterocrossa eriphylla \| \| \| \| \| \| Sosineura mimica \| \| \| \| |
|  |                                                                             |
|  | Heterocrossa eriphylla                                                      |
|  |                                                                             |
|  | Sosineura mimica                                                            |
|  |                                                                             |

|  | Heterocrossa eriphylla |
|  |                        |
|  | Sosineura mimica       |
|  |                        |

|  | Carposina sp.                                                               |
|  |                                                                             |
|  | \| \| Heterocrossa eriphylla \| \| \| \| \| \| Sosineura mimica \| \| \| \| |
|  |                                                                             |
|  | Heterocrossa eriphylla                                                      |
|  |                                                                             |
|  | Sosineura mimica                                                            |
|  |                                                                             |

|  | Heterocrossa eriphylla |
|  |                        |
|  | Sosineura mimica       |
|  |                        |

|  | Phycomorpha metachrysa |
|  |                        |
|  | Copromorpha sp.        |
|  |                        |

|  | Carposina sp.                                                               |
|  |                                                                             |
|  | \| \| Heterocrossa eriphylla \| \| \| \| \| \| Sosineura mimica \| \| \| \| |
|  |                                                                             |
|  | Heterocrossa eriphylla                                                      |
|  |                                                                             |
|  | Sosineura mimica                                                            |
|  |                                                                             |

|  | Heterocrossa eriphylla |
|  |                        |
|  | Sosineura mimica       |
|  |                        |

|  | Carposina sp.                                                               |
|  |                                                                             |
|  | \| \| Heterocrossa eriphylla \| \| \| \| \| \| Sosineura mimica \| \| \| \| |
|  |                                                                             |
|  | Heterocrossa eriphylla                                                      |
|  |                                                                             |
|  | Sosineura mimica                                                            |
|  |                                                                             |

|  | Heterocrossa eriphylla |
|  |                        |
|  | Sosineura mimica       |
|  |                        |

|  | Phycomorpha metachrysa |
|  |                        |
|  | Copromorpha sp.        |
|  |                        |

|  | Carposina sp.                                                               |
|  |                                                                             |
|  | \| \| Heterocrossa eriphylla \| \| \| \| \| \| Sosineura mimica \| \| \| \| |
|  |                                                                             |
|  | Heterocrossa eriphylla                                                      |
|  |                                                                             |
|  | Sosineura mimica                                                            |
|  |                                                                             |

|  | Heterocrossa eriphylla |
|  |                        |
|  | Sosineura mimica       |
|  |                        |

|  | Carposina sp.                                                               |
|  |                                                                             |
|  | \| \| Heterocrossa eriphylla \| \| \| \| \| \| Sosineura mimica \| \| \| \| |
|  |                                                                             |
|  | Heterocrossa eriphylla                                                      |
|  |                                                                             |
|  | Sosineura mimica                                                            |
|  |                                                                             |

|  | Heterocrossa eriphylla |
|  |                        |
|  | Sosineura mimica       |
|  |                        |

|  | Phycomorpha metachrysa |
|  |                        |
|  | Copromorpha sp.        |
|  |                        |

|  | Carposina sp.                                                               |
|  |                                                                             |
|  | \| \| Heterocrossa eriphylla \| \| \| \| \| \| Sosineura mimica \| \| \| \| |
|  |                                                                             |
|  | Heterocrossa eriphylla                                                      |
|  |                                                                             |
|  | Sosineura mimica                                                            |
|  |                                                                             |

|  | Heterocrossa eriphylla |
|  |                        |
|  | Sosineura mimica       |
|  |                        |

|  | Carposina sp.                                                               |
|  |                                                                             |
|  | \| \| Heterocrossa eriphylla \| \| \| \| \| \| Sosineura mimica \| \| \| \| |
|  |                                                                             |
|  | Heterocrossa eriphylla                                                      |
|  |                                                                             |
|  | Sosineura mimica                                                            |
|  |                                                                             |

|  | Heterocrossa eriphylla |
|  |                        |
|  | Sosineura mimica       |
|  |                        |

|  | Phycomorpha metachrysa |
|  |                        |
|  | Copromorpha sp.        |
|  |                        |

|  | Carposina sp.                                                               |
|  |                                                                             |
|  | \| \| Heterocrossa eriphylla \| \| \| \| \| \| Sosineura mimica \| \| \| \| |
|  |                                                                             |
|  | Heterocrossa eriphylla                                                      |
|  |                                                                             |
|  | Sosineura mimica                                                            |
|  |                                                                             |

|  | Heterocrossa eriphylla |
|  |                        |
|  | Sosineura mimica       |
|  |                        |

|  | Carposina sp.                                                               |
|  |                                                                             |
|  | \| \| Heterocrossa eriphylla \| \| \| \| \| \| Sosineura mimica \| \| \| \| |
|  |                                                                             |
|  | Heterocrossa eriphylla                                                      |
|  |                                                                             |
|  | Sosineura mimica                                                            |
|  |                                                                             |

|  | Heterocrossa eriphylla |
|  |                        |
|  | Sosineura mimica       |
|  |                        |

|  | Phycomorpha metachrysa |
|  |                        |
|  | Copromorpha sp.        |
|  |                        |

|  | Carposina sp.                                                               |
|  |                                                                             |
|  | \| \| Heterocrossa eriphylla \| \| \| \| \| \| Sosineura mimica \| \| \| \| |
|  |                                                                             |
|  | Heterocrossa eriphylla                                                      |
|  |                                                                             |
|  | Sosineura mimica                                                            |
|  |                                                                             |

|  | Heterocrossa eriphylla |
|  |                        |
|  | Sosineura mimica       |
|  |                        |

|  | Carposina sp.                                                               |
|  |                                                                             |
|  | \| \| Heterocrossa eriphylla \| \| \| \| \| \| Sosineura mimica \| \| \| \| |
|  |                                                                             |
|  | Heterocrossa eriphylla                                                      |
|  |                                                                             |
|  | Sosineura mimica                                                            |
|  |                                                                             |

|  | Heterocrossa eriphylla |
|  |                        |
|  | Sosineura mimica       |
|  |                        |

|  | Phycomorpha metachrysa |
|  |                        |
|  | Copromorpha sp.        |
|  |                        |

|  | Carposina sp.                                                               |
|  |                                                                             |
|  | \| \| Heterocrossa eriphylla \| \| \| \| \| \| Sosineura mimica \| \| \| \| |
|  |                                                                             |
|  | Heterocrossa eriphylla                                                      |
|  |                                                                             |
|  | Sosineura mimica                                                            |
|  |                                                                             |

|  | Heterocrossa eriphylla |
|  |                        |
|  | Sosineura mimica       |
|  |                        |

|  | Carposina sp.                                                               |
|  |                                                                             |
|  | \| \| Heterocrossa eriphylla \| \| \| \| \| \| Sosineura mimica \| \| \| \| |
|  |                                                                             |
|  | Heterocrossa eriphylla                                                      |
|  |                                                                             |
|  | Sosineura mimica                                                            |
|  |                                                                             |

|  | Heterocrossa eriphylla |
|  |                        |
|  | Sosineura mimica       |
|  |                        |

|  | Phycomorpha metachrysa |
|  |                        |
|  | Copromorpha sp.        |
|  |                        |

|  | Carposina sp.                                                               |
|  |                                                                             |
|  | \| \| Heterocrossa eriphylla \| \| \| \| \| \| Sosineura mimica \| \| \| \| |
|  |                                                                             |
|  | Heterocrossa eriphylla                                                      |
|  |                                                                             |
|  | Sosineura mimica                                                            |
|  |                                                                             |

|  | Heterocrossa eriphylla |
|  |                        |
|  | Sosineura mimica       |
|  |                        |

|  | Carposina sp.                                                               |
|  |                                                                             |
|  | \| \| Heterocrossa eriphylla \| \| \| \| \| \| Sosineura mimica \| \| \| \| |
|  |                                                                             |
|  | Heterocrossa eriphylla                                                      |
|  |                                                                             |
|  | Sosineura mimica                                                            |
|  |                                                                             |

|  | Heterocrossa eriphylla |
|  |                        |
|  | Sosineura mimica       |
|  |                        |

|  | Phycomorpha metachrysa |
|  |                        |
|  | Copromorpha sp.        |
|  |                        |

|  | Carposina sp.                                                               |
|  |                                                                             |
|  | \| \| Heterocrossa eriphylla \| \| \| \| \| \| Sosineura mimica \| \| \| \| |
|  |                                                                             |
|  | Heterocrossa eriphylla                                                      |
|  |                                                                             |
|  | Sosineura mimica                                                            |
|  |                                                                             |

|  | Heterocrossa eriphylla |
|  |                        |
|  | Sosineura mimica       |
|  |                        |

|  | Carposina sp.                                                               |
|  |                                                                             |
|  | \| \| Heterocrossa eriphylla \| \| \| \| \| \| Sosineura mimica \| \| \| \| |
|  |                                                                             |
|  | Heterocrossa eriphylla                                                      |
|  |                                                                             |
|  | Sosineura mimica                                                            |
|  |                                                                             |

|  | Heterocrossa eriphylla |
|  |                        |
|  | Sosineura mimica       |
|  |                        |

|  | Phycomorpha metachrysa |
|  |                        |
|  | Copromorpha sp.        |
|  |                        |

|  | Carposina sp.                                                               |
|  |                                                                             |
|  | \| \| Heterocrossa eriphylla \| \| \| \| \| \| Sosineura mimica \| \| \| \| |
|  |                                                                             |
|  | Heterocrossa eriphylla                                                      |
|  |                                                                             |
|  | Sosineura mimica                                                            |
|  |                                                                             |

|  | Heterocrossa eriphylla |
|  |                        |
|  | Sosineura mimica       |
|  |                        |

|  | Carposina sp.                                                               |
|  |                                                                             |
|  | \| \| Heterocrossa eriphylla \| \| \| \| \| \| Sosineura mimica \| \| \| \| |
|  |                                                                             |
|  | Heterocrossa eriphylla                                                      |
|  |                                                                             |
|  | Sosineura mimica                                                            |
|  |                                                                             |

|  | Heterocrossa eriphylla |
|  |                        |
|  | Sosineura mimica       |
|  |                        |

|  | Phycomorpha metachrysa |
|  |                        |
|  | Copromorpha sp.        |
|  |                        |

|  | Carposina sp.                                                               |
|  |                                                                             |
|  | \| \| Heterocrossa eriphylla \| \| \| \| \| \| Sosineura mimica \| \| \| \| |
|  |                                                                             |
|  | Heterocrossa eriphylla                                                      |
|  |                                                                             |
|  | Sosineura mimica                                                            |
|  |                                                                             |

|  | Heterocrossa eriphylla |
|  |                        |
|  | Sosineura mimica       |
|  |                        |

|  | Carposina sp.                                                               |
|  |                                                                             |
|  | \| \| Heterocrossa eriphylla \| \| \| \| \| \| Sosineura mimica \| \| \| \| |
|  |                                                                             |
|  | Heterocrossa eriphylla                                                      |
|  |                                                                             |
|  | Sosineura mimica                                                            |
|  |                                                                             |

|  | Heterocrossa eriphylla |
|  |                        |
|  | Sosineura mimica       |
|  |                        |

|  | Phycomorpha metachrysa |
|  |                        |
|  | Copromorpha sp.        |
|  |                        |

|  | Carposina sp.                                                               |
|  |                                                                             |
|  | \| \| Heterocrossa eriphylla \| \| \| \| \| \| Sosineura mimica \| \| \| \| |
|  |                                                                             |
|  | Heterocrossa eriphylla                                                      |
|  |                                                                             |
|  | Sosineura mimica                                                            |
|  |                                                                             |

|  | Heterocrossa eriphylla |
|  |                        |
|  | Sosineura mimica       |
|  |                        |

|  | Carposina sp.                                                               |
|  |                                                                             |
|  | \| \| Heterocrossa eriphylla \| \| \| \| \| \| Sosineura mimica \| \| \| \| |
|  |                                                                             |
|  | Heterocrossa eriphylla                                                      |
|  |                                                                             |
|  | Sosineura mimica                                                            |
|  |                                                                             |

|  | Heterocrossa eriphylla |
|  |                        |
|  | Sosineura mimica       |
|  |                        |

|  | Phycomorpha metachrysa |
|  |                        |
|  | Copromorpha sp.        |
|  |                        |

|  | Carposina sp.                                                               |
|  |                                                                             |
|  | \| \| Heterocrossa eriphylla \| \| \| \| \| \| Sosineura mimica \| \| \| \| |
|  |                                                                             |
|  | Heterocrossa eriphylla                                                      |
|  |                                                                             |
|  | Sosineura mimica                                                            |
|  |                                                                             |

|  | Heterocrossa eriphylla |
|  |                        |
|  | Sosineura mimica       |
|  |                        |

|  | Carposina sp.                                                               |
|  |                                                                             |
|  | \| \| Heterocrossa eriphylla \| \| \| \| \| \| Sosineura mimica \| \| \| \| |
|  |                                                                             |
|  | Heterocrossa eriphylla                                                      |
|  |                                                                             |
|  | Sosineura mimica                                                            |
|  |                                                                             |

|  | Heterocrossa eriphylla |
|  |                        |
|  | Sosineura mimica       |
|  |                        |

|  | Phycomorpha metachrysa |
|  |                        |
|  | Copromorpha sp.        |
|  |                        |

|  | Carposina sp.                                                               |
|  |                                                                             |
|  | \| \| Heterocrossa eriphylla \| \| \| \| \| \| Sosineura mimica \| \| \| \| |
|  |                                                                             |
|  | Heterocrossa eriphylla                                                      |
|  |                                                                             |
|  | Sosineura mimica                                                            |
|  |                                                                             |

|  | Heterocrossa eriphylla |
|  |                        |
|  | Sosineura mimica       |
|  |                        |

|  | Carposina sp.                                                               |
|  |                                                                             |
|  | \| \| Heterocrossa eriphylla \| \| \| \| \| \| Sosineura mimica \| \| \| \| |
|  |                                                                             |
|  | Heterocrossa eriphylla                                                      |
|  |                                                                             |
|  | Sosineura mimica                                                            |
|  |                                                                             |

|  | Heterocrossa eriphylla |
|  |                        |
|  | Sosineura mimica       |
|  |                        |

|  | Phycomorpha metachrysa |
|  |                        |
|  | Copromorpha sp.        |
|  |                        |

|  | Carposina sp.                                                               |
|  |                                                                             |
|  | \| \| Heterocrossa eriphylla \| \| \| \| \| \| Sosineura mimica \| \| \| \| |
|  |                                                                             |
|  | Heterocrossa eriphylla                                                      |
|  |                                                                             |
|  | Sosineura mimica                                                            |
|  |                                                                             |

|  | Heterocrossa eriphylla |
|  |                        |
|  | Sosineura mimica       |
|  |                        |

|  | Carposina sp.                                                               |
|  |                                                                             |
|  | \| \| Heterocrossa eriphylla \| \| \| \| \| \| Sosineura mimica \| \| \| \| |
|  |                                                                             |
|  | Heterocrossa eriphylla                                                      |
|  |                                                                             |
|  | Sosineura mimica                                                            |
|  |                                                                             |

|  | Heterocrossa eriphylla |
|  |                        |
|  | Sosineura mimica       |
|  |                        |

|  | Phycomorpha metachrysa |
|  |                        |
|  | Copromorpha sp.        |
|  |                        |

|  | Carposina sp.                                                               |
|  |                                                                             |
|  | \| \| Heterocrossa eriphylla \| \| \| \| \| \| Sosineura mimica \| \| \| \| |
|  |                                                                             |
|  | Heterocrossa eriphylla                                                      |
|  |                                                                             |
|  | Sosineura mimica                                                            |
|  |                                                                             |

|  | Heterocrossa eriphylla |
|  |                        |
|  | Sosineura mimica       |
|  |                        |

|  | Carposina sp.                                                               |
|  |                                                                             |
|  | \| \| Heterocrossa eriphylla \| \| \| \| \| \| Sosineura mimica \| \| \| \| |
|  |                                                                             |
|  | Heterocrossa eriphylla                                                      |
|  |                                                                             |
|  | Sosineura mimica                                                            |
|  |                                                                             |

|  | Heterocrossa eriphylla |
|  |                        |
|  | Sosineura mimica       |
|  |                        |

## Alcune specie

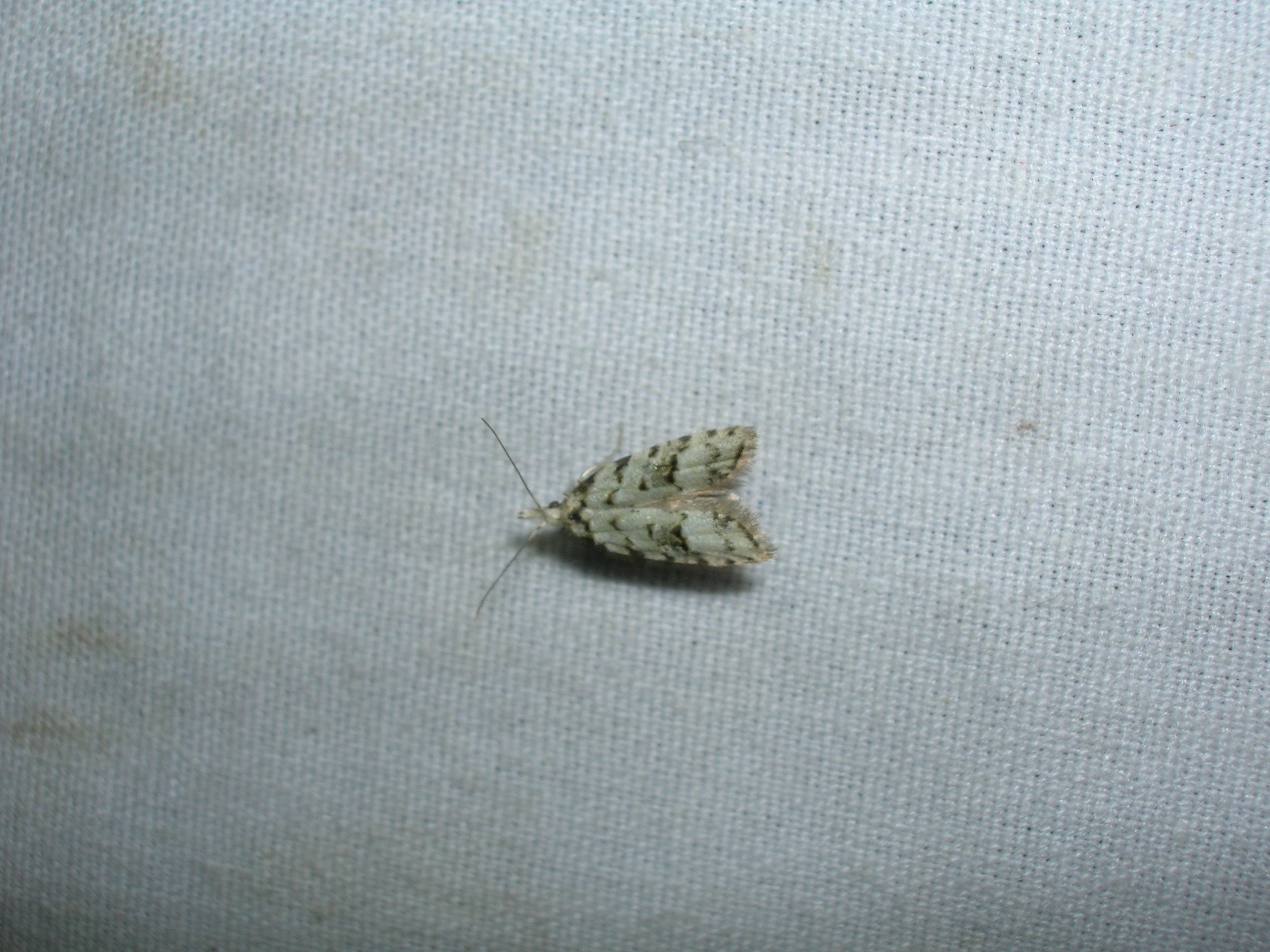
Carposina gracillima
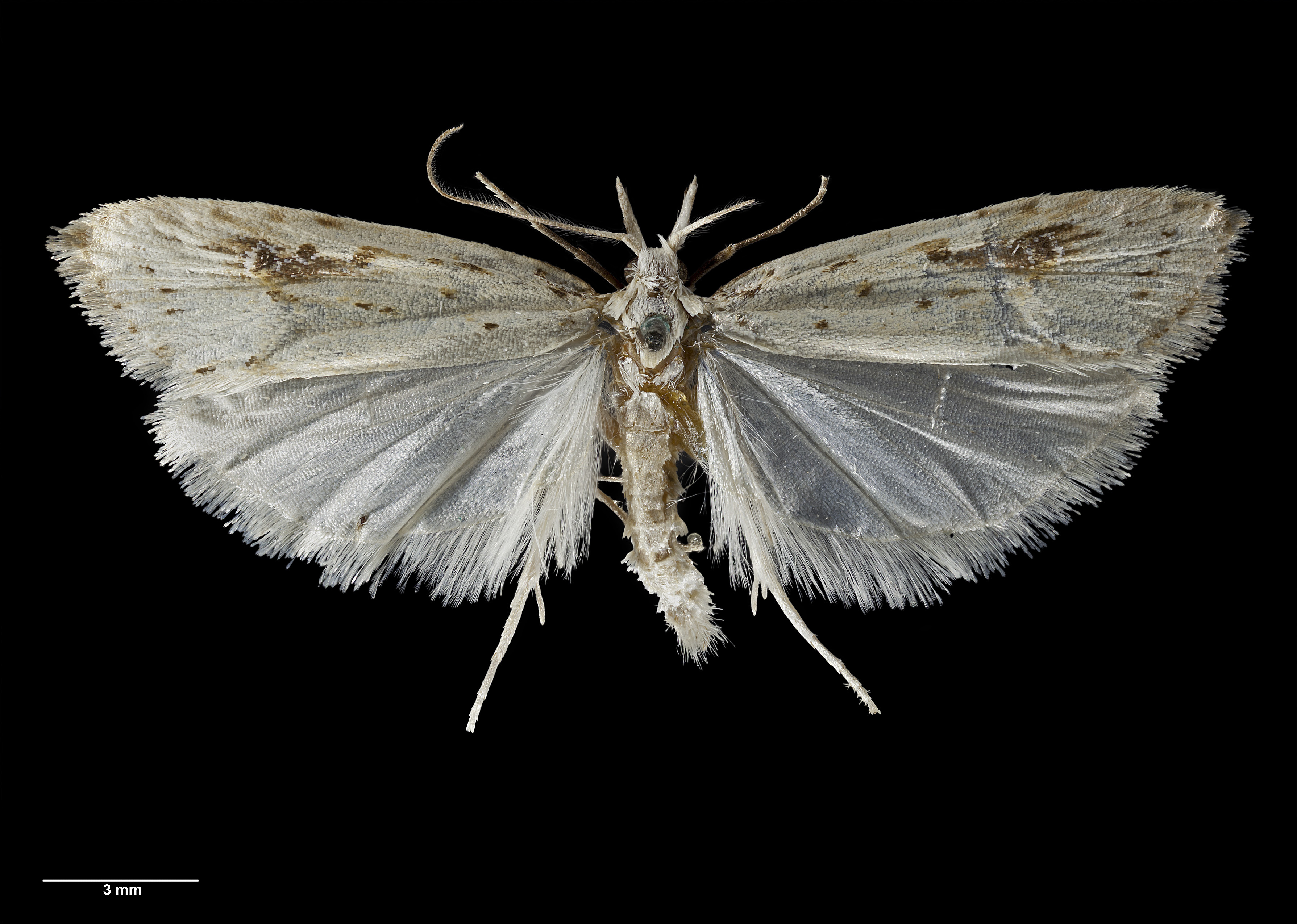
Carposina literata
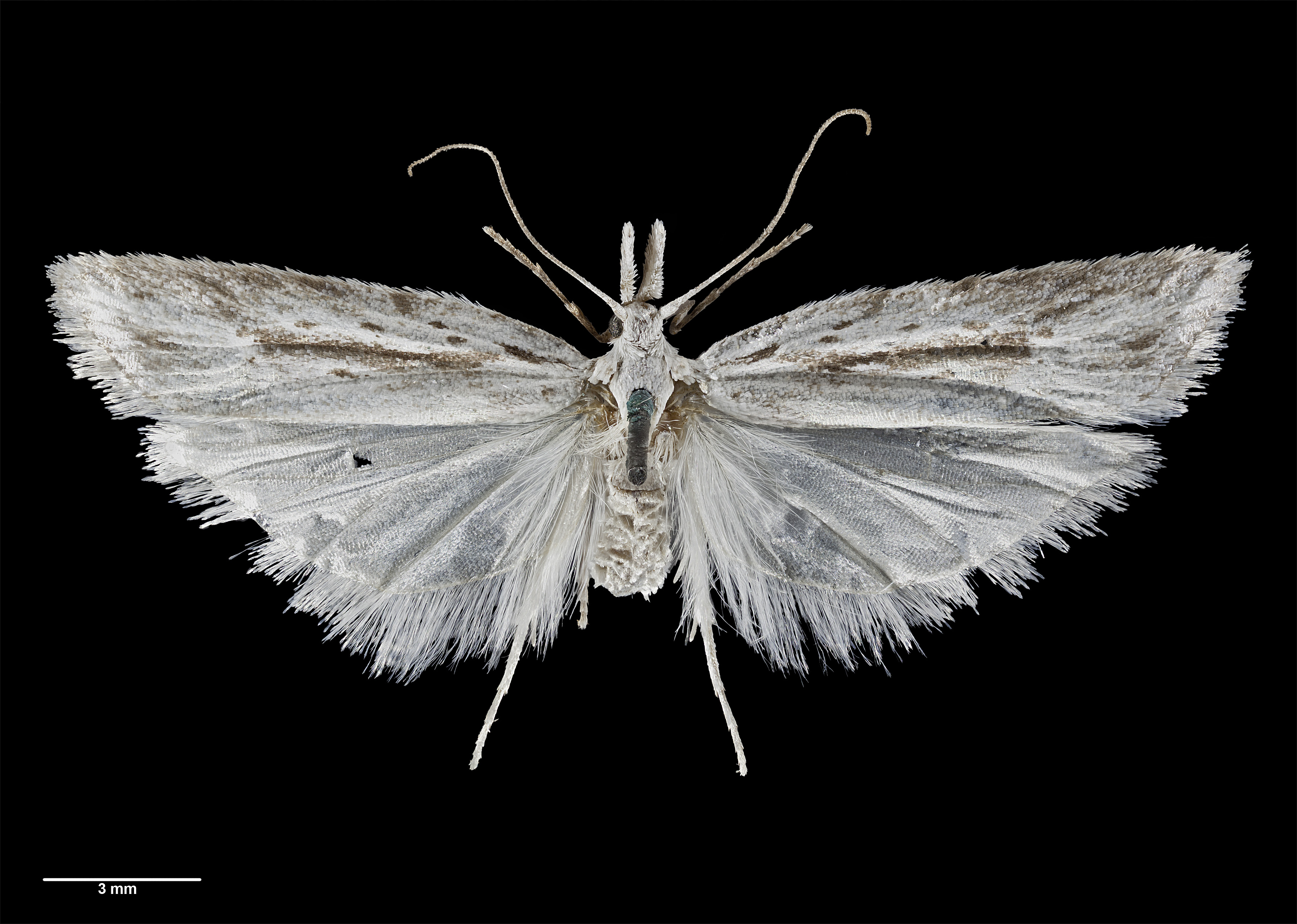
Carposina sanctimonea
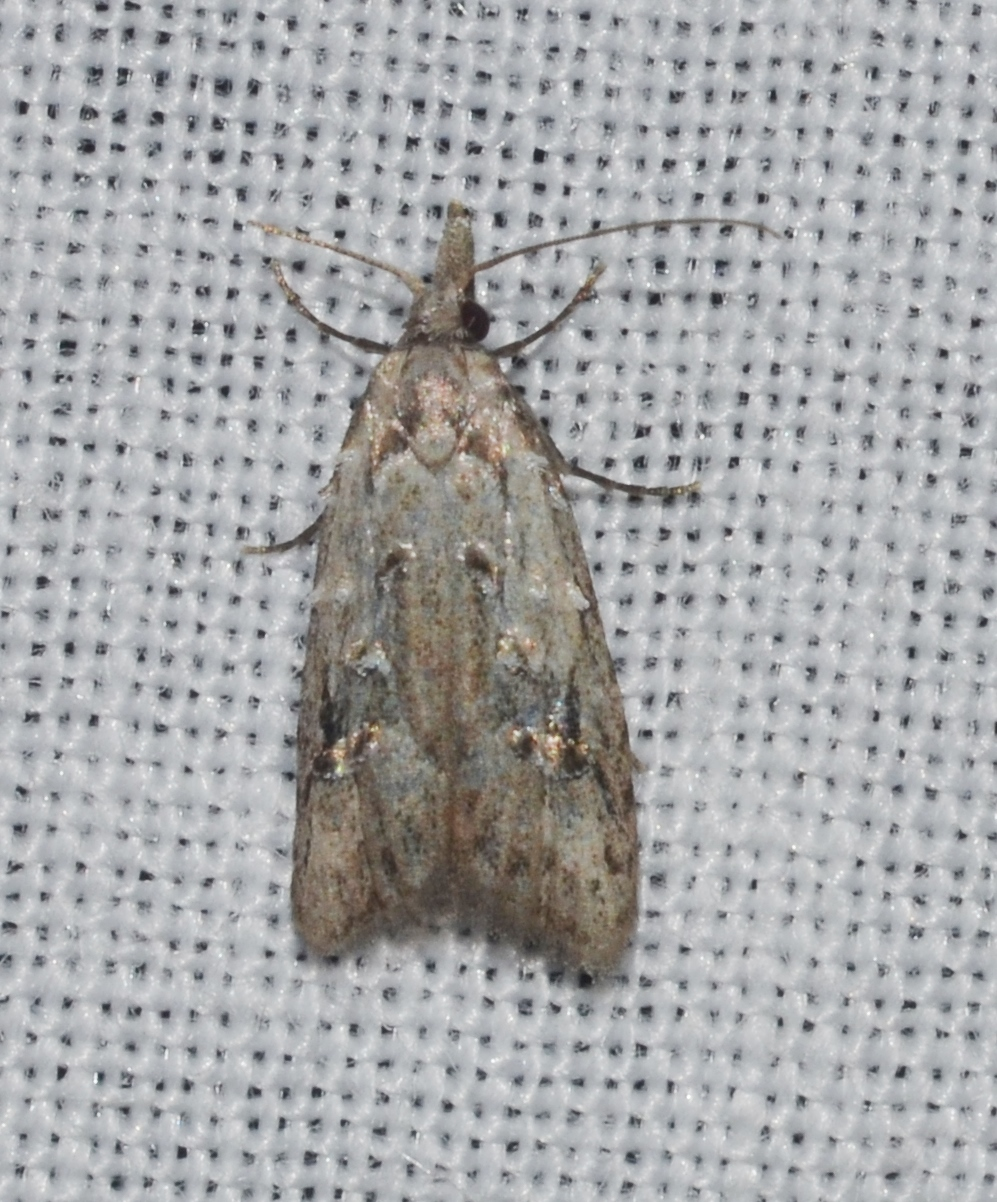
Carposina sasakii
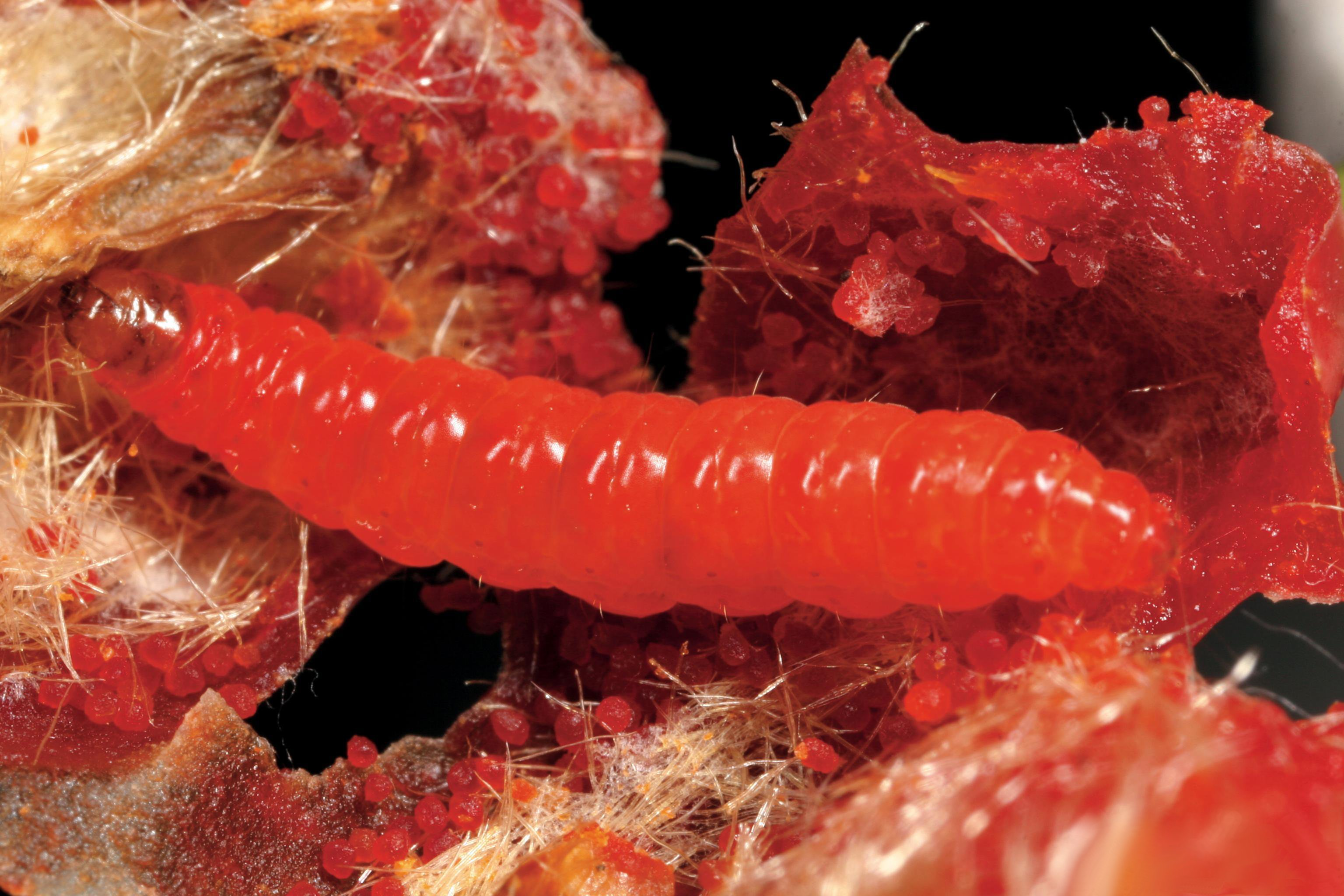
Carposina scirrhosella larva
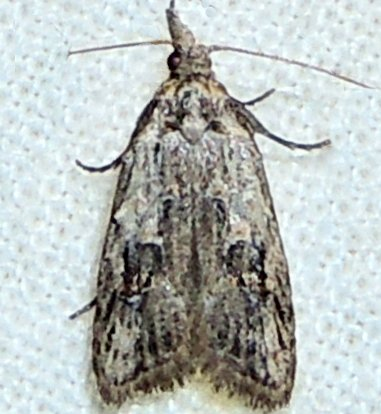
Carposina simulator

## Conservazione
Nessuna specie appartenente a questo genere è stata inserita nella Lista rossa IUCN.

### Pubblicazioni
- (DE) Amsel, H. G., Vier neue Kleinschmetterlingsarten aus Iran (Lepidoptera), in Beiträge zur naturkundlichen Forschung in Südwestdeutschland, vol. 36, Karlsruhe, Landessammlungen für Naturkunde, 1977,  pp. 227-236, figg. 1-5, LCCN 43039579, OCLC 715030716.
- (DE) Amsel, H. G., Eine neue Carposinide aus West-Iran (Lepidoptera, Carposinidae), in Beiträge zur naturkundlichen Forschung in Südwestdeutschland, vol. 37, Karlsruhe, Landessammlungen für Naturkunde, 1978,  pp. 215-216, LCCN 43039579, OCLC 715030716.
- (DE) Amsel, H. G., Ein noch unbekanntes Organ der manlichen Genitalarmatur der Carposinidae (PDF), in Nota Lepidopterologica, vol. 3, (1-2), Karlsruhe, Societas Europaea Lepidopterologica, 1980,  pp. 3-4, ISSN 0342-7536 (WC · ACNP), OCLC 5224172.
- (EN) Anonimo, Pea Peach Fruit Moth (Carposina niponensis Wlsm.) (PDF), in Insects not known to occur in the United States, vol. 8, n. 34, Washington, D.C., United States Plant Pest Control Division - Cooperative economic insect report, 1958,  pp. 25-26, LCCN 58061007, OCLC 8079107.
- (EN) Bo, L.; Fanhua, Z.; Yuejin, W., Toxicity of phosphine to Carposina niponensis (Lepidoptera: Carposinadae) at low temperature (abstract), in Journal of Economic Entomology, vol. 103, n. 6, Lanham, Md., Entomological Society of America, 1º dicembre 2010,  pp. 1988-1993, DOI:10.1603/EC09096, ISSN 0022-0493 (WC · ACNP), LCCN 11008063, OCLC 697423318, PMID 21309217.
- (DE) Caradja, A., Beitrag zur Kenntnis der geographischen Verbreitung der Pyraliden und Tortriciden der europaischen Faunengebietes, nebst Beschreibung neuer Formen  (PDF) (abstract), in Deutsche Entomologische Zeitschrift Iris, vol. 30, n. 1, Berlino, R. Friedländer, maggio 1916,  pp. 1-88, LCCN sn87019097, OCLC 1695863.
- (DE) Caradja, A., Die Kleinfalter der Stötzner'schen Ausbeute, nebst Zuträge aus meiner Sammlung : (Zweite biogeographische Skizze: "Zentralasien"), in Memoriile Secţiunii Ştiinţifice Academiei Române, (3)4, n. 3, Bucarest, Bucureşti Cultura Nationalǎ, 1927,  p. 68, LCCN 81643481, OCLC 162660474.
- (DE) Caradja, A. & Meyrick, E., Materialien zu einer Mikrolepidopteren-Fauna Kwangtungs, in Deutsche Entomologische Zeitschrift Iris, vol. 48, Berlino, R. Friedländer, 1934,  pp. 28-43, LCCN sn87019097, OCLC 1695863.
- (EN) Common, I. F. B., Evolution and Classification of the Lepidoptera (abstract), in Annual Review of Entomology, vol. 20, Palo Alto, California, Entomological Society of America, gennaio 1975,  pp. 183-203, DOI:10.1146/annurev.en.20.010175.001151, ISSN 0066-4170 (WC · ACNP), LCCN 56005750, OCLC 1321134 (archiviato dall'url originale il 3 febbraio 2019).
- (RU) Danilevsky, A. S., On the fauna of species and synonymy of fruit feeding Lepidoptera: Pyralidae, Carposinidae, Tortricidae), injurious to horticulture in the Far East, in Ėntomologičeskoe obozrenie, vol. 37, n. 2, Mosca, Pleiades Publ., 1958,  pp. 282-293, ISSN 0013-8738 (WC · ACNP), LCCN 61022632, OCLC 613003031.
- (EN) Davis, D. R., A revision of the American moths of the family Carposinidae (Lepidoptera: Carposinoidea) (PDF), in Bulletin of the United States National Museum, vol. 289, Washington, DC, Smithsonian institution Press, 1969,  pp. 1-105, ISSN 0096-2961 (WC · ACNP), LCCN 16000686, OCLC 163366519.
- (EN) Diakonoff, A., Records and descriptions of Microlepidoptera (3), in Treubia, vol. 20, n. 1, Batavia, 'sLands Plantentuin, 1949,  pp. 39-50, ISSN 0082-6340 (WC · ACNP), LCCN sn97047029, OCLC 690602797.
- (EN) Diakonoff, A., The type specimens of certain Oriental Eucosmidae and Carposinidae (Microlepidoptera), described by Edward Meyrick, together with descriptions of new Eucosmidae and Carposinidae in the British Museum (Natural History) (PDF), in Bulletin of the British Museum, natural history. Entomology, vol. 1, n. 4, Londra, British Museum, natural history, 1950,  pp. 273-300, DOI:10.5962/bhl.part.27231, ISSN 0968-0454 (WC · ACNP), LCCN 94640737, OCLC 459230530.
- (EN) Diakonoff, A., Entomological results from the Swedish expedition 1934 to Burma and British India. Lepidoptera, Microlepidoptera 1 - Collected by René Malaise, in Arkiv för zoologi, vol. 3, n. 6, Uppsala, Almqvist & Wicksells Boktryckeri A.-B., 1951,  pp. 59-94, ISSN 0004-2110 (WC · ACNP), LCCN 05015471, OCLC 65520101.
- (EN) Diakonoff, A., Additions and descriptions of new Olethreutinae and Carposinidae in the British Museum (Natural History) (PDF), in Bulletin of the British Museum (Natural History). Entomology series, vol. 8, n. 3, Londra, The Museum, 1959,  pp. 119-126, ISSN 0968-0454 (WC · ACNP), LCCN 86648184, OCLC 558137755.
- (DE) Diakonoff, A., Ergebnisse der Bhutan-Expedition 1972 des Naturhistorischen Museums in Basel. Lepidoptera: Fam. Tortricidae and Carposinidae with notes on other Oriental species, in Entomologica Basiliensia, vol. 2, Basilea, Im Selbstverlag des Fonds Pro Entomologia, 1977,  pp. 145-149, figg. 1-2, ISSN 0253-2484 (WC · ACNP), OCLC 609885138.
- (EN) Diakonoff, A., Three new species of the genus Carposina from Makaronesia (Lepidoptera: Carposinidae) (PDF), in Stapfia, vol. 16, Linz, Biologiezentrum der Oberösterreichischen Landesmuseen, 1988,  pp. 17-84, ISSN 0252-192X (WC · ACNP), OCLC 888485315.
- (EN) Diakonoff, A., Revision of the Palaearctic Carposinidae with descriptions of a new genus and new species (Lepidoptera: Pyraloidea) (PDF), in Zoologische Verhandelingen, vol. 251, n. 1, Leida, E.J. Brill, 1989,  pp. 1-155, ISSN 0024-1652 (WC · ACNP), LCCN 52020931, OCLC 848525739.
- (EN) Dugdale, J., Entomology of the Aucklands and of the Islands south of New Zealand, excluding non-crambine Pyralidae (PDF), in Pacific insects monograph, vol. 27, Honolulu, Entomology Department, Bishop Museum, 1971,  pp. 55-172, ISSN 0078-7515 (WC · ACNP), LCCN 77012761, OCLC 1716519.
- (EN) Dugdale, J. S., Female Genital Configuration in the Classification of Lepidoptera (PDF), in New Zealand Journal of Zoology, vol. 1, n. 2, Wellington, 1974,  pp. 127-146, DOI:10.1080/03014223.1974.9517821, ISSN 1175-8821 (WC · ACNP), OCLC 60524666.
- (EN) Haishi, T.; Koizumi, H.; Arai, T.; Koizumi, M.; Kano, H., Rapid Detection of Infestation of Apple Fruits by the Peach Fruit Moth, Carposina sasakii Matsumura, Larvae Using a 0.2-T Dedicated Magnetic Resonance Imaging Apparatus (PDF), in Applied Magnetic Resonance, vol. 41, n. 1, New York, Springer-Verlag, 22 aprile 2011,  pp. 1-18, DOI:10.1007/s00723-011-0222-8, ISSN 0937-9347 (WC · ACNP), LCCN 93660020, OCLC 4798079888, PMID 21957330.
- Hartig, F., I Microlepidotteri della Venezia Tridentina e delle regioni adiacenti. Parte III (Fam. Gelechiidae-Micropterygidae), in Studi trentini di scienze naturali, vol. 41, n. 3, Trento, Museo tridentino di scienze naturali, 1964,  pp. 1-292, LCCN 81003037 sf 81003037, OCLC 2564559.
- (EN) Heikkilä, M., Mutanen, M., Wahlberg, N., Sihvonen, P., Kaila, L., Elusive ditrysian phylogeny: an account of combining systematized morphology with molecular data (Lepidoptera) (PDF), in BMC Evolutionary Biology, vol. 15, n. 1, Londra, BioMed Central, 21 novembre 2015,  p. 260, DOI:10.1186/s12862-015-0520-0, ISSN 1471-2148 (WC · ACNP), LCCN 2002243069, OCLC 944275977, PMID 26589618.
- (EN) Heppner, J. B., The status of the Glyphipterigidae and a reassessment of relationships in Yponomeutoid families and Ditrysian superfamilies (PDF), in Journal of the Lepidopterists' Society, vol. 31, n. 2, New Haven, Conn., The Society, 1977,  pp. 124-134, ISSN 0024-0966 (WC · ACNP), LCCN 56023725, OCLC 916772713.
- (EN) Heppner, J. B., Faunal Regions and the Diversity of Lepidoptera (abstract), in Tropical Lepidoptera, vol. 2, Suppl. 1, Gainesville, FL, Association for Tropical Lepidoptera, 1991,  p. 85, ISSN 1048-8138 (WC · ACNP), LCCN 91641730, OCLC 25170208.
- (EN) Huang, K. S.; Wang, Y. Z.; Yie, Z. C.; Zhang, N. J.; Zhang, L. Y. and Su, Z. C., Effect of light cycle and temperature on the diapause of Carposina niponensis, in Acta Entomologica Sinica, vol. 19, Pechino, Science Press, 1976,  pp. 149-156, ISSN 0163-6839 (WC · ACNP), LCCN 76640784, OCLC 915053298.
- (EN, JA) Hukusima, S., Ecological studies on the peach fruit moth, Carposina niponensis Walsingham, 1: on the diurnal rhythm of adult, in Applied entomology and zoology, vol. 18, n. 1-2, Tokyo, Japanese Society of Applied Entomology and Zoology, 1953,  pp. 55-60, ISSN 1347-605X (WC · ACNP), LCCN sf83008050, OCLC 757334303.
- (EN) Hukusima, S. & Takeda, s., On the oviposition preference of the peach fruit moth. Ecological studies on the peach fruit moth, Carposina niponensis Walsingham, IV. Botyukagaku, in "Scientific insect control": Bulletin of the institute of Insect Control, vol. 22, n. 1, Kyoto, Kyoto University, 1957,  pp. 1-10, ISSN 0006-5420 (WC · ACNP), LCCN 898551701, OCLC 898551701.
- (JA, EN) Ihara, F.; Yaginuma, K.; Ishida, N.; Koizumi, M., Non-destructive observation of peach fruit moth, Carposina sasakii Matsumura (Lepidoptera: Carposinidae), in young apple fruits by MRI (abstract), in Japanese Journal of Applied Entomology and Zoology = Nihon Ōyō Dōbutsu Konchū Gakkai shi, vol. 52, n. 3, Tōkyō, Dō Gakkai, 30 agosto 2008,  pp. 123-128, DOI:10.1303/jjaez.2008.123, ISSN 0021-4914 (WC · ACNP), LCCN 86009156 sn 86009156, OCLC 4634906219.
- (DE) Karsch, F., Neue japanische Microlepidopteren beschr. von Dr. Sbonen Matsumura (T. M.), z. Zt. Berlin (PDF), in Entomologische Nachrichten, vol. 26, n. 13, Berlino, R. Friedländer und Sohn, luglio 1900,  pp. 193-199, ISSN 0722-3773 (WC · ACNP), LCCN 85646332, OCLC 666721019.
- (EN) Kawabe, A., Descriptions of fourteen new species of the micro moths from Japan, in Tinea, vol. 11, n. 3, Tokyo, Nihon-Garui-Gakkai, 1980,  pp. 17-31, 41 figg., ISSN 0493-3168 (WC · ACNP), OCLC 916772467.
- (EN) Keifer, H. H., Systematic entomology - in W. J. Cecil, et al. (eds.) (abstract), in Bulletin of the Department of Agriculture State of California, vol. 32, Sacramento, California State Print. Office, 1943,  pp. 256-60, OCLC 14445676.
- (EN) Koizumi, M.; Ihara, F.; Yaginuma, K.; Kano, H.; Haishi, T., Observation of the peach fruit moth, Carposina sasakii, larvae in young apple fruit by dedicated micro-magnetic resonance imaging (PDF), in Journal of Insect Science, vol. 10, n. 145, Tucson, AZ, University of Arizona, Department of Entomology, 10 settembre 2010,  pp. 1-10, DOI:10.1673/031.010.14105, ISSN 1536-2442 (WC · ACNP), OCLC 4631986795, PMID 21070179.
- (EN) Kristensen, N. P., The Morphological and Functional Evolution of the Mouthparts in Adult Lepidoptera (abstract), in Opuscula Entomologica, vol. 33, Lund, Entomologiska sällskapet, 1968,  pp. 69-72, ISSN 0375-0205 (WC · ACNP), LCCN 70020995, OCLC 1761351.
- (EN) Kristensen, N. P., Scoble, M. J. & Karsholt, O., Lepidoptera phylogeny and systematics: the state of inventorying moth and butterfly diversity (PDF), in Zootaxa, vol. 1668, Auckland, Nuova Zelanda, Magnolia Press, 21 dicembre 2007,  pp. 699-747, ISSN 1175-5326 (WC · ACNP), OCLC 838570989.
- (RU) Kuznetsov, V. I., New species of lower Lepidoptera: Carposinidae and Lithocolletidae from Tadzhikistan, in Ėntomologičeskoe obozrenie, vol. 54, n. 2, Mosca, Pleiades Publ., 1975,  pp. 415-420, ISSN 0013-8738 (WC · ACNP), LCCN 61022632, OCLC 613003031.
- (RU) Kuznetsov, V. I. & Stekolnikov, A. A., Functional morphology of the male genitalia of the Pyraloidea (Lepidoptera) of the Palaearctic fauna, in Trudy Zoologičeskogo instituta / Proceedings of the Zoological Institute / Academy of Sciences of the USSR, vol. 83, Leningrado, Akademija nauk SSSR, 1979b,  pp. 46-96, ISSN 0206-0477 (WC · ACNP), OCLC 715330709.
- (RU) Kuznetsova, T. L., Phylogenetic relationships of the families of the Pyraloidea (Lepidoptera) of the Palaearctic fauna based on the peculiarities of the structures of skeleton and musculature of the thorax, in Trudy Zoologičeskogo instituta / Proceedings of the Zoological Institute / Academy of Sciences of the USSR, vol. 103, Leningrado, Akademija nauk SSSR, 1981,  pp. 44-61, ISSN 0206-0477 (WC · ACNP), OCLC 715330709.
- (EN) Kyrki, J., Adult abdominal sternum II in ditrysian tineoid superfamities - morphology and phylogenetic significance (Lepidoptera) (abstract), in Annales entomologici Fennici / Suomen hyönteistieteellinen aikakauskirja, vol. 49, Helsinki, Suomen Hyönteistieteellinen Seura, 1983,  pp. 89-94, ISSN 0003-4428 (WC · ACNP), LCCN 91649455, OCLC 2734663.
- (EN) Kyrki, J., The Yponomeutoidea; a reassessment of the superfamily and its suprageneric groups (Lepidoptera) (abstract), in Insect Systematics & Evolution, vol. 15, n. 1, Stenstrup, Danimarca, Apollo Books, 1º gennaio 1984,  pp. 71-84, DOI:10.1163/187631284X00064, ISSN 1399-560X (WC · ACNP), LCCN 00252879, OCLC 4637500856.
- (EN) Lei, X.; Li, D.; Li, Z.; Zalom, F. G.; Gao, L.; Shen, Z., Effect of host plants on developmental time and life table parameters of Carposina sasakii (Lepidoptera: Carposinidae) under laboratory conditions (PDF), in Environmental Entomology, vol. 41, n. 2, Oxford, Oxford University Press, 1º aprile 2012,  pp. 349-354, DOI:10.1603/EN11244, ISSN 0046-225X (WC · ACNP), LCCN 72621524, OCLC 4897861071, PMID 22507008.
- (EN) Liu, Z.; Hua, B. Z.; Liu, L., Ultrastructure of the sensilla on larval antennae and mouthparts in the peach fruit moth, Carposina sasakii Matsumura (Lepidoptera: Carposinidae) (abstract), in Micron: the international research and review journal for microscopy, vol. 42, n. 5, Oxford/New York, Pergamon Press, 28 gennaio 2011,  pp. 478-483, DOI:10.1016/j.micron.2011.01.006, ISSN 0968-4328 (WC · ACNP), LCCN 94660585, OCLC 707854115, PMID 21333544.
- (EN) Mackay, M. R., Larval sketches of some Microlepidoptera, chiefly North American (abstract), in Memoirs of the Entomological Society of Canada, vol. 88, Ottawa, The Society, 31 maggio 2012,  pp. 7-83, DOI:10.4039/entm10488fv, ISSN 0071-075X (WC · ACNP), OCLC 463118417.
- (EN) Medeiros, M. J.; Bianchi, G. L.; Taschetta, L. R. and Oboyski, P. T., A review of Polynesian Carposina Herrich-Schäffer (Lepidoptera: Carposinidae), with descriptions of four new species (PDF), in Zoological journal of the Linnean Society, vol. 177, n. 1, Londra, Academic Press, 17 aprile 2016,  pp. 135-146, DOI:10.1111/zoj.12363, ISSN 0024-4082 (WC · ACNP), LCCN 75645095, OCLC 6027663746.
- (EN) Meyrick, E., Descriptions of Australian Micro-Lepidoptera. IV, Tineina (Continued) (PDF), in Proceedings of the Linnean Society of New South Wales, vol. 5, n. 2, Sydney, Australia, The Society, 1880,  pp. 204-271, DOI:10.5962/bhl.part.15879, ISSN 0370-047X (WC · ACNP), LCCN 21002639, OCLC 945195159.
- (EN) Meyrick, E., Descriptions of Australian Micro-Lepidoptera. VI. Tortricina (PDF), in Proceedings of the Linnean Society of New South Wales, vol. 6, n. 3, Sydney, Australia, The Society, 1881,  p. 699, DOI:10.5962/bhl.part.11888, ISSN 0370-047X (WC · ACNP), LCCN 21002639, OCLC 945195389.
- (EN) Meyrick, E., Carposina H.-S. referable to the Tortricina (PDF), in The Entomologist's monthly magazine, vol. 19, Oxford, Entomologist's Monthly Magazine Ltd., 1882a,  pp. 69-70, ISSN 0013-8908 (WC · ACNP), LCCN 06002228, OCLC 1568052.
- (EN) Meyrick, E., Descriptions of Australian Micro-Lepidoptera. VII. Revisional (PDF), in Proceedings of The Linnean Society of New South Wales, vol. 7, Sydney, Australia, The Society, 1882b,  pp. 148-202, DOI:10.5962/bhl.part.22744, ISSN 0370-047X (WC · ACNP), LCCN 21002639, OCLC 5974711575.
- (EN) Meyrick, E., Revision of Australian Tortricina (PDF), in Proceedings of The Linnean Society of New South Wales, vol. 35, n. 1, Sydney, Australia, The Society, 1910,  pp. 139-194, DOI:10.5962/bhl.part.25545, ISSN 0370-047X (WC · ACNP), LCCN 21002639, OCLC 5974710267.
- (DE) Meyrick, E. & Caradja, A., Materialien zu einer Microlepidopterenfauna des Yulingmassivs (Provinz Yunnan), in Deutsche entomologische Zeitschrift Iris, vol. 52, Berlino, Museum für Naturkunde, 1938,  pp. 1-29, ISSN 1860-1324 (WC · ACNP), LCCN sn87019097, OCLC 804878302.
- (EN) Minet, J., Tentative reconstruction of the ditrysian phylogeny (Lepidoptera: Glossata) (abstract), in Entomologica scandinavica, vol. 22, n. 1, Stenstrup, Danimarca, Apollo Books, 1991,  pp. 69-95, DOI:10.1163/187631291X00327, ISSN 1399-560X (WC · ACNP), LCCN 70020995, OCLC 5672447005.
- (EN) Morais, E. G.; Picanço, M. C.; Semeão, A. A.; Barreto, R. W.; Rosado, J. F.; Martins, J. C., Lepidopterans as potential agents for the biological control of the invasive plant, Miconia calvescens (PDF), in Journal of Insect Science: a biannual journal devoted to basic and applied aspects of entomology, vol. 12, n. 63, Ludhiana, India, Indian Society for the Advancement of Insect Science, maggio 2012,  pp. 1-17, DOI:10.1673/031.012.6301, ISSN 1536-2442 (WC · ACNP), OCLC 4904069524, PMID 22938203.
- (EN) Mosher E., A Classification of the Lepidoptera Based on Characters of the Pupa, in Bulletin of the Illinois State Laboratory of Natural History, vol. 1912, n. 2, Urbana, Illinois, Illinois State Laboratory of Natural History, marzo 1916,  p. 62, DOI:10.5962/bhl.title.70830, ISSN 0073-5272 (WC · ACNP), LCCN 16027309, OCLC 2295354.
- (EN) Mutuura, A., Morphology of the Female Terminalia in Lepidoptera, and Its Taxonomic Significance (abstract), in Canadian Entomologist, vol. 104, n. 7, Ottawa, Entomological Society of Canada, 31 luglio 1972,  pp. 1055-1071, DOI:10.4039/Ent1041055-7, ISSN 0008-347X (WC · ACNP), LCCN agr38000066, OCLC 4662161307.
- (EN, JA) Nasu, Y.; Tamashima, K.; Shibao, M.; Yoshimatsu, S.; Naito, T., Rediscovery of Carposina niponensis Walsingham and Carposinids Caught by Synthetic Sex Pheromone Trap for C. sasakii Matsumura in Japan (Lepidoptera: Carposinidae) (PDF), in Japanese Journal of Applied Entomology and Zoology = Nihon Ōyō Dōbutsu Konchū Gakkai shi, vol. 54, n. 3, Tōkyō, Dō Gakkai, 2010,  pp. 115-126, DOI:10.1303/jjaez.2010.115, ISSN 0021-4914 (WC · ACNP), LCCN sn86009156, OCLC 4634908739.
- (EN) Newman, E., Characters of a few Australian Lepidoptera, collected by Mr. Thomas R. Oxley (PDF), in Transactions of the Entomological Society of London (new series), vol. 3, Londra, The Society, 1856,  pp. 281-300, ISSN 2053-2520 (WC · ACNP), LCCN sn88024445, OCLC 224462407.
- (DE) Osthelder, L., Die Schmetterlinge Südbayerns und der angrenzenden nordlichen Kalkalpen, in Mittheilungen des Münchener Entomologischen Vereins, vol. 41, n. 1, Monaco, Ackermann, 1958,  p. 114, OCLC 705215024.
- (EN) Philpott, A., The maxillae in the Lepidoptera (PDF), in Transactions of the New Zealand Institute, vol. 57, Wellington, Royal Society of New Zealand, 22 febbraio 1927,  pp. 721-746, ISSN 1176-6158 (WC · ACNP), OCLC 84073801.
- (EN) Philpott, A., The male genitalia of the New Zealand Carposinidae (PDF), in Transactions and proceedings of the New Zealand Institute, vol. 59, n. 3, Wellington, Royal Society of New Zealand, 1928,  pp. 476-480, ISSN 1176-6158 (WC · ACNP), OCLC 82691155.
- (FR) Popescu-Gorj, A., Le liste systematique des especes de Microlepidopteres signalees dans la faune de Roumainie. Mise a jour de leur classification et nomenclature, in Travaux du Muséum d'histoire naturelle "Gr. Antipa", vol. 26, Bucarest, Le Musée, 1984,  pp. 111-162, ISSN 0068-3078 (WC · ACNP), LCCN 65077169, OCLC 2703606.
- (EN) Quan, L. F.; Qiu, G. S.; Zhang, H. J.; Sun, L. N.; Li, Y. Y.; Yan, W. T., Sublethal Concentration of Beta-Cypermethrin Influences Fecundity and Mating Behavior of Carposina sasakii (Lepidoptera: Carposinidae) Adults (abstract), in Journal of Economic Entomology, vol. 109, n. 5, Oxford, Oxford University Press, 6 agosto 2016,  pp. 2196-2204, DOI:10.1093/jee/tow170, ISSN 0022-0493 (WC · ACNP), LCCN 11008063, OCLC 6884844563, PMID 27498114.
- (PL) Razowski, J., Uwagi o rodzinie Carposinidae (Osservazioni sulla famiglia Carposinidae) (Lepidoptera) (PDF), in Polskie pismo entomologiczne, vol. 29, Varsavia, Panstwowe Wydawnictwo Naukowe, 1959,  pp. 163-166, ISSN 0032-3780 (WC · ACNP), LCCN 61042131, OCLC 457011738.
- (DE) Razowski, J. & Kumata, T., Typenkatalog der von S. Matsumura beschriebenen Lepidopteren (PDF), in Neue Entomologische Nachrichten, vol. 17, Kaltern, Verlag E. Bauer, 1985,  pp. 1-28, ISSN 0722-3773 (WC · ACNP), LCCN 85646332, OCLC 183252885.
- (DE) Rebel, H., Siebenter Beitrag zur Lepidopterenfauna der Kanaren (PDF), in Annalen des K.K. Naturhistorischen Hofmuseums, vol. 31, Vienna, Alfred Hölder, 1917,  pp. 1-62, ISSN 0083-6133 (WC · ACNP), LCCN sn94094459, OCLC 5759828.
- (DE) Rebel, H. & Rogenhofer, A., Zur Lepidopterenfauna der Canaren. Mit I Tafel (PDF), in Annalen des K. K. Naturhistorischen Hofmuseums, vol. 9, Vienna, Alfred Hölder, 1894,  p. 92, ISSN 0083-6133 (WC · ACNP), LCCN sn94094459, OCLC 709510631.
- (EN) Son, Y.; Chon, I.; Neven, L.; Kim, Y., Controlled atmosphere and temperature treatment system to disinfest fruit moth, Carposina sasakii (Lepidoptera: Carposinidae) on apples (abstract), in Journal of Economic Entomology, vol. 105, n. 5, Oxford, Oxford University Press, ottobre 2012,  pp. 1540-1547, DOI:10.1603/EC12133, ISSN 0022-0493 (WC · ACNP), LCCN 11008063, OCLC 814429661, PMID 23156148.
- (EN) Sonnet, P.E., Improved preparations of alkyne nitriles, acetates, and alcohols : Application to the synthesis of the sex pheromone components of the Douglas fir tussock moth and peach fruit moth (abstract), in Journal of chemical ecology, vol. 9, n. 5, New York, Plenum Pub. Corp., maggio 1983,  pp. 551-560, DOI:10.1007/BF00990409, ISSN 0098-0331 (WC · ACNP), LCCN 75644091, OCLC 5534561416, PMID 24407517.
- (RO) Stănoiu, I. & Nemeş, I., Cercetări asupra familiei Carposinidae. (Lepidoptera) în România, in Studii și cercetări de biologie. Seria zoologie, vol. 20, n. 2, Bucarest, Editura Academiei Republicii Socialiste România, 1968,  pp. 107-112, ISSN 1220-5273 (WC · ACNP), LCCN 78648188, OCLC 648520467.
- (EN) Steenwyk, R. A. van; Hendricks, L. C.; Barclay, L. W.; Younce, E. L., Borer control in young almond trees (PDF), in California Agriculture, vol. 40, n. 3, Sacramento, CA, State of California, Dept. of Food and Agriculture Export Program, marzo/aprile 1986,  pp. 10-11, ISSN 2160-8091 (WC · ACNP), OCLC 27479947 (archiviato dall'url originale il 31 ottobre 2015).
- (EN) Suckling, D. M.; Dymock, J. J.; Park, K. C.; Wakelin, R. H.; Jamieson, L. E., Communication disruption of guava moth (Coscinoptycha improbana) using a pheromone analog based on chain length (abstract), in Journal of Chemical Ecology, vol. 39, n. 9, New York, Plenum Pub. Corp., 13 settembre 2013,  pp. 1161-1168, DOI:10.1007/s10886-013-0339-3, ISSN 0098-0331 (WC · ACNP), LCCN 75644091, OCLC 5150555452, PMID 24026215.
- (EN) Walsingham, T., Western Equatorial African Micro-Lepidoptera (PDF), in Transactions of the entomological Society of London, vol. 1897, n. 1, Londra, The Society, 9 aprile 1897,  pp. 33–67; tavv. 2-3, ISSN 0035-8894 (WC · ACNP), LCCN sn88024445, OCLC 5156748789.
- (EN) Walsingham, T., Asiatic Tortricidae (contin.) (PDF), in Annals and magazine of natural history, (7) 6, Londra, Taylor and Francis, 1900,  pp. 121-137, LCCN 16024009, OCLC 780054897.
- (EN) Wang, Y. Z.; Cao, L. J.; Zhu, J. Y.; Wei, S. J., Development and Characterization of Novel Microsatellite Markers for the Peach Fruit Moth Carposina sasakii (Lepidoptera: Carposinidae) Using Next-Generation Sequencing (PDF), in International journal of molecular sciences, vol. 17, n. 3, Basilea, Molecular Diversity Preservation International, 15 marzo 2016,  p. 362, DOI:10.3390/ijms17030362, ISSN 1422-0067 (WC · ACNP), LCCN 2001244952, OCLC 6013809116, PMID 26999103.
- (EN) Wang, J.; Yu, Y.; Li, L. L.; Guo, D.; Tao, Y. L.; Chu, D., Carposina sasakii (Lepidoptera: Carposinidae) in its Native Range Consists of Two Sympatric Cryptic Lineages as Revealed by Mitochondrial COI Gene Sequences (PDF), in Journal of Insect Science, vol. 15, n. 1, Tucson, AZ, University of Arizona, Department of Entomology, 2015,  p. 85, DOI:10.1093/jisesa/iev063, ISSN 1536-2442 (WC · ACNP), OCLC 6873031199, PMID 26136498.
- (ZH) Wang, P.; Yu, Y.; Xu, Y. Y.; Li, L. L.; Zhang, A. S.; Men, X. Y.; Zhang, S. C.; Zhou, X. H., Effects of different host plants on the cold-resistant substances in overwintering larvae of Carposina sasakii Matsumura (Lepidoptera: Carposinidae) (abstract), in Ying yong sheng tai xue bao (Chinese Journal of Applied Ecology), vol. 25, n. 5, Pechino, Ke xue chu ban she, maggio 2014,  pp. 1513-1517, ISSN 1001-9332 (WC · ACNP), LCCN sn95038711, OCLC 5587647620, PMID 25129956.
- (EN) Wu, Y. P.; Zhao, J. L.; Su, T. J.; He, Q. S.; Xie, J. L.; Zhu, C. D., The complete mitochondrial genome of Carposina sasakii (Lepidoptera: Carposinidae) (abstract), in Mitochondrial DNA. Part A, DNA mapping, sequencing, and analysis, vol. 27, n. 2, Abingdon, UK, Taylor & Francis, 4 settembre 2014,  pp. 1432-1434, DOI:10.3109/19401736.2014.953079, ISSN 2470-1394 (WC · ACNP), LCCN 2015203687, OCLC 6870148068, PMID 25185454.
- (EN) Xiong, Q.; Xie, Y.; Zhu, Y.; Xue, J.; Li, J.; Fan, R., Morphological and ultrastructural characterization of Carposina sasakii larvae (Lepidoptera: Carposinidae) infected by Beauveria bassiana (Ascomycota: Hypocreales: Clavicipitaceae) (abstract), in Micron: the international research and review journal for microscopy, vol. 44, Oxford, Elsevier, gennaio 2013,  pp. 303-311, DOI:10.1016/j.micron.2012.08.002, ISSN 0968-4328 (WC · ACNP), LCCN 94660585, OCLC 820368721, PMID 22940571.
- (ZH) Yang, J., A new genus and species of Carposinidae (Lepidoptera) (abstract), in Entomotaxonomia = Kun chong fen lei xue bao, vol. 4, n. 4, Wugong, Shenxi, Cina, Xi bei nong xue yuan, 1982,  pp. 253-257, ISSN 1000-7482 (WC · ACNP), LCCN 82645384, OCLC 7322012.
- (ZH) Zhang, Y. L.; Mu, W.; Chen, Z. L.; Han, Z. R.; Ma, C.; Zhai, R. H., Susceptibility and related physiological and biochemical mechanisms of Carposina niponensis Walsingham larvae on six insecticides before and after overwintering [collegamento interrotto] (abstract), in Ying yong sheng tai xue bao = The journal of applied ecology, vol. 18, n. 8, Pechino, Ke xue chu ban she, agosto 2007,  pp. 1913-1916, ISSN 1001-9332 (WC · ACNP), LCCN sn95038711, OCLC 181008383, PMID 17974266.
- (ZH) Zhang, Y. L.; Mu, W.; Zhao, D.; Wei, G.; Pang, J., Effects of illumination and cold storage on development and reproduction of Carposina niponensis (abstract), in Ying yong sheng tai xue bao = The journal of applied ecology, vol. 17, n. 7, Pechino, Ke xue chu ban she, luglio 2006,  pp. 1348-1350, ISSN 1001-9332 (WC · ACNP), LCCN sn95038711, OCLC 109923772, PMID 17044520.
- (EN) Zhang, B.; Peng, Y.; Zhao, X. J.; Hoffmann, A. A.; Li, R.; Ma, C. S., Emergence of the overwintering generation of peach fruit moth (Carposina sasakii) depends on diapause and spring soil temperatures (abstract), in Journal of Insect Physiology, vol. 86, Londra/New York, Pergamon Press, 24 dicembre 2015,  pp. 32-39, DOI:10.1016/j.jinsphys.2015.12.007, ISSN 0022-1910 (WC · ACNP), LCCN 57003860, OCLC 5975145408, PMID 26724748.
- (EN) Zhang, B.; Zhao, F.; Hoffmann, A.; Ma, G.; Ding, H. M.; Ma, C. S., Warming Accelerates Carbohydrate Consumption in the Diapausing Overwintering Peach Fruit Moth Carposina sasakii (Lepidoptera: Carposinidae) (abstract), in Environmental Entomology, vol. 45, n. 5, Oxford, Oxford University Press, 17 July 2016,  pp. 1287-1293, DOI:10.1093/ee/nvw079, ISSN 0046-225X (WC · ACNP), LCCN 72621524, OCLC 6924345639, PMID 27426722.
- (EN) Zhou, Y. Y. and Yang, H. W., A comparative study on the virulence against Carposina niponensis between a newly isolated insect nematode Steinernema sp. (CB-2Y) and Steinernema feltiae Agriotos (abstract), in Chinese Journal of Biological Control, vol. 7, Pechino, Biological Control Laboratory, 1991,  pp. 58-70, ISSN 1005-9261 (WC · ACNP), LCCN 2001202574, OCLC 43935585.

### Testi
- (EN) Barlow, H. S., An Introduction to the Moths of South East Asia, d'Abrera, B., Kuala Lumpur and Faringdon, U.K., The Malayan Nature Society and E.W. Classey, 1982,  pp. x+305; 50 pls, ISBN 9780860960188, OCLC 252308130.
- (EN) Bedding, R. A.; Akhurst, R. J.; Kaya, H. K. (Eds.), Nematodes and the Biological Control of Insect Pests, East Melbourne, Victoria, CSIRO, 1993,  pp. vi, 178, ISBN 0-643-05479-0, LCCN 95122855, OCLC 769343205.
- (FR) Bovey, P., Famille des Carposinidae, in Balachowsky, A. S. (Ed.) - Entomologie appliquée à l'agriculture, Vol. 2 - parte 1, Parigi, Masson, 1966,  pp. 892-893, ISBN non esistente, LCCN 64051169, OCLC 499307224.
- (EN) Capinera, J. L. (Ed.), Encyclopedia of Entomology, 4 voll., 2nd Ed., Dordrecht, Springer Science+Business Media B.V., 2008,  pp. lxiii + 4346, ISBN 978-1-4020-6242-1, LCCN 2008930112, OCLC 837039413.
- (DE) Caradja, A. & Meyrick, E., Materialien zu einer microlepidopteren Fauna der chinesischen Provinzen Kiangsu, Chekiang und Hunan, Berlino, R. Friedländer & Sohn, 1935,  pp. 96, 6 figg., ISBN non esistente, OCLC 250284568.
- (EN) Clarke, J. F. G., Catalogue of the type specimens of Microlepidoptera in the British Museum, Natural history, described by Edward Meyrick, Vol. 4 - Phaloniidae, Carposinidae, Chlidanotidae, Oecophoridae, Blastobasidae, Momphidae, Epermeniidae, Strepsimanidae, Physoptilidae, Londra, British Museum, 1963,  p. 521, DOI:10.5962/bhl.title.68439, ISBN non esistente, LCCN 57002435, OCLC 462827041.
- (EN) Clarke, J. F. G., Microlepidoptera: Tortricoidea, collana Bernice Pauahi Bishop Museum. Insects of Micronesia, Vol. 9 - Pt. 1, Honolulu, Bernice P. Bishop Museum, 1976,  p. 144, ISBN non esistente, LCCN 55041361, OCLC 3011361.
- (EN) Clarke, J. F. G., Pyralidae and microlepidoptera of the Marquesas archipelago (PDF), collana Smithsonian contributions to zoology, Vol. 416, Washington, D.C., Smithsonian Institution Press, 1986,  pp. 485; 318 figg., ISBN non esistente, LCCN 85600124, OCLC 603681108.
- (EN) Common, I. F. B, Lepidoptera (Moths and Butterflies), pp. 765-866, in The Insects of Australia, a text book for students and research workers, Melbourne, CSIRO - Melbourne University Press, 1970,  pp. 1029; 8 tavv., ISBN non esistente, LCCN 70461097, OCLC 959804253.
- (EN) Common, I. F. B., Moths of Australia, Slater, E. (fotografie), Carlton, Victoria, Melbourne University Press, 1990,  pp. vi, 535, 32 con tavv. a colori, ISBN 9780522843262, LCCN 89048654, OCLC 220444217.
- (EN) Diakonoff, A., Microlepidoptera of New Guinea. Results of the Third Archbold Expedition (American-Netherlands Indian Expedition 1938-1939) - Part III (PDF), collana Verhandelingen der Koninklijke Nederlandse Akademie van Wetenschappen, Afdeling Natuurkunde, (2)49, no. 4, Amsterdam, North-Holland Publishing Company, 1954,  pp. 1-164, 179 figg., ISBN non esistente, LCCN a53001811, OCLC 69050732.
- (DE) Diakonoff, A., Taxonomy of the higher groups of the Tortricoidea, in Strouhal, H. (a cura di), Verhandlungen des XI. Internationalen Kongresses für Entomologie: Wien, 17. bis 25. August 1960, Vol. 1 (96), Vienna, Organisationskomittee des XI. Internationalan Kongresses für Entomologie, 1961,  pp. XLIV, 803, ISBN non esistente, OCLC 245798528.
- (EN) Diakonoff, A., On a collection of some families of Microlepidoptera from Sri Lanka (Ceylon), collana Zoologische verhandelingen, Vol. 193, Leida, Rijksmuseum van Natuurlijke Historie, 1982,  p. 124, ISBN non esistente, LCCN 83155965, OCLC 66385479.
- (EN) Diakonoff, A., Glyphipterigidae auctorum sensu lato (Glyphipterygidae sensu Meyrick, 1913), collana Microlepidoptera Palaearctica, Vol. 7 (1), Vienna, G. Fromme, 1986,  p. 436, ISBN 9783765004551, LCCN 66092914, OCLC 256137003.
- (EN) Dugdale, J. S., Lepidoptera - annotated catalogue, and keys to family-group taxa (PDF), collana Fauna of New Zealand, Vol. 14, Wellington, Science Information Publishing Centre, 1988,  p. 262, ISBN 9780477025188, OCLC 889154749.
- (DE) Eckstein, K., Die Schmetterlinge Deutschlands: mit besonderer Berücksichtigung ihrer Biologie und wirtschaftlichen Bedeutung, Vol. 5: Kleinschmetterlinge, Stoccarda, Lutz, 1933,  p. 223, ISBN non esistente, LCCN 52054998, OCLC 163169738.
- (EN) Fernald, C. H., The genera of the Tortricidae and their types, Amherst, Mass., Press of Carpenter & Morehouse, 1908,  p. 67, ISBN non esistente, OCLC 11348691.
- (EN) Fisher, T. W.; Bellows, T. S.; Caltagirone, L. E.; Dahlsten, D. L.; Huffaker, C. B.; Gordh, G. (Eds.), Handbook of Biological Control: principles and applications of biological control, San Diego, CA, Academic Press, settembre 1999,  p. 1046, ISBN 9780122573057, LCCN 9889454, OCLC 731719946.
- (EN) Fletcher, T. B., A list of the generic names used for Microlepidoptera, collana India. Dept. of agriculture. Memoirs. Entomological seres, Vol. 11, Calcutta, Government of Inda central publication branch, 1929,  pp. I-X; 1-244+2, ISBN non esistente, OCLC 4545236.
- (EN) Grimaldi, D. A.; Engel, M. S., Evolution of the insects, Cambridge [U.K.]; New York, Cambridge University Press, maggio 2005,  pp. xv + 755, ISBN 978-0-521-82149-0, LCCN 2004054605, OCLC 56057971.
- (FR) Guillermet, C., Les Hétérocères, ou papillons de nuit, de l'île de La Réunion, Vol. 4 - Familles des Tineidae, Gracillariidae, Yponomeutidae, Plutellidae, Glyphipterigidae, Lyonetiidae, Elachistidae, Oechophoridae, Batrachedridae, Stathmopodidae, Cosmopterigidae, Gelechiidae, Pterophoridae, Copromorphidae, Carposinidae, Immidae, Choreutidae, Tortricidae, Thyrididae, Hyblaeidae, Saint Gilles-les-bains (La Réunion), Parc National de La Réunion: Association N.D.P., 2011,  p. 556, ISBN 9782954038407, OCLC 946579533.
- (EN) Hampson, G. F., Catalogue of Lepidoptera Phalaenae in the British Museum (PDF), Vol. 2 - Arctiadae (Nolidae, Lithosidae), Londra, Order of the Trustees, 1900,  pp. 589+20, DOI:10.5962/bhl.title.21046, ISBN non esistente, LCCN 01000079, OCLC 600882241.
- (DE) Hannemann, H. J., Kleinschmetterlinge oder Microlepidoptera / II, Die Wickler (s. l.) (Cochylidae und Carposinidae), Die Zünslerartigen (Pyraloidea), collana Die Tierwelt Deutschlands und der angrenzenden Meeresteile nach ihren Merkmalen und nach ihrer Lebensweise, Vol. 50, Jena, Gustav Fischer, 1964,  p. 401, ISBN non esistente, ISSN 0082-4305 (WC · ACNP), OCLC 769884034.
- (DE) Heinemann, H. Von, Die Schmetterlinge Deutschlands und der Schweiz, 2. Kleinschmetterlinge, Braunschweig, Vieweg, 1870,  p. 388, ISBN non esistente, LCCN ca08001808, OCLC 314474743.
- (DE) Hering, M. E., Die Schmetterlinge, in Die Tierwelt Mitteleuropas, collana Erganzungsband, 6(3), Lipsia, Quelle & Meyer, 1932,  p. 545, ISBN non esistente, LCCN agr28001360, OCLC 1098347.
- (DE) Herrich-Schäffer, G. A. W., Systematische Bearbeitung der Schmetterlinge von Europa, zugleich als Text, Revision und Supplement zu Jakob Hübner's Sammlung europäischer Schmetterlinge (PDF), Hübner, J., vol. 5, Ratisbona, In Commission bei G. J. Manz, 1853  [1843-1856],  p. 394, DOI:10.5962/bhl.title.67734, ISBN non esistente, LCCN ca07003057, OCLC 63606435.
- (DE) Holloway, J. D.; Bradley, J. D. & Carter, D. J., Lepidoptera, in Betts, C. R. (Ed.). CIE Guides to Insects of importance to Man, Vol. I, Londra, CAB International Institute of Entomo1ogy & British Museum (Natural History), 1987,  pp. 1-262, ISBN 9780851986050, OCLC 180474624.
- (DE) Hofmann, E. & Spuler, A., Die Schmetterlinge Europas (PDF), Vol. 2, Stoccarda, Schweizerbart, 1910,  pp. 1-523, DOI:10.5962/bhl.title.9477, ISBN non esistente, LCCN 74351241, OCLC 631407908.
- (EN) Huang, K. S. and Wu, W. J., Studies and control of Carposina niponensis, in Plant protection in China, Science Press, 1961,  pp. 848-874, ISBN non esistente.
- (EN) Inoue, H., Check List of the Lepidoptera of Japan, Vol. 1 - Micropterygidae-Phaloniidae, Tokyo, Rikusuisha, ottobre 1954,  p. 112, ISBN non esistente, OCLC 3392896.
- (JA) Ishiki, S., Carposinidae, in Iconographia Insectorum Japonicorum, 2ª edizione, Tokyo, Hokuryukan, 1958,  pp. 455-456 4 figg., ISBN non esistente, OCLC 490478968.
- (LA) Issiki, S., Carposinidae, in Esaki, T. (Ed.). Icones Heterocerorum Japonicorum in coloribus naturalibus, Osaka, Hoikusha, 1957,  pp. 147-150, ISBN non esistente, LCCN j61000713, OCLC 6452090.
- (EN) Janse, A. J. T., The Moths of South Africa, Vol. 1, Durban, E.P. & Commercial Printing Co., 1932,  pp. xi+376+15tavv., ISBN non esistente, LCCN 33031872, OCLC 163065842.
- (EN, JA) Kawabe, A., Carposinidae, in Moths of Japan (Nihon-san garui daizukan), Vol. 1, Tokyo, Kodansha, 1982,  p. 27, ISBN 9784069938221, OCLC 874996436.
- (DE) Kennel, J., Carposina, in Die Palaearktischen Tortriciden. Eine monographische Darstellung, collana Zoologica, Vol. 54, Stoccarda, E. Nagele, 1908,  pp. 100+2+12, ISBN non esistente, OCLC 457863975.
- (EN) Kristensen, N. P. (Ed.), Handbuch der Zoologie / Handbook of Zoology, Band 4: Arthropoda - 2. Hälfte: Insecta - Lepidoptera, moths and butterflies, Kükenthal, W. (Ed.), Fischer, M. (Scientific Ed.), Teilband/Part 35: Volume 1: Evolution, systematics, and biogeography, ristampa 2013, Berlino, New York, Walter de Gruyter, 1999  [1998],  pp. x, 491, ISBN 978-3-11-015704-8, OCLC 174380917.
- (EN) Laithwaite, E.; Watson, A.; Whalley, P. E. S. & Duckworth, W. D., The dictionary of butterflies and moths in colour, Londra, M. Joseph, 1975,  p. 296, ISBN 9780718114237, LCCN 9780718114237, OCLC 959505072.
- Mariani, M., Fauna Lepidopterorum Italiae Parte 1 - Catalogo ragionato dei Lepidotteri d'Italia, collana Giornale di scienze naturali ed economiche, Vol. 42, Palermo, Scuola tip. Boccone del povero, 1941-43,  p. 236, ISBN non esistente, OCLC 878966499.
- (EN) Matsumura, S., 6000 Illustrated Insects of Japan-Empire, Tokyo, The Toko-Shoin, 1931,  p. 1689, ISBN non esistente, OCLC 6686759.
- (EN) Meyrick, E., Exotic Microlepidoptera (PDF), Vol. 1, Londra, Taylor & Francis, 1912,  pp. 1-640, DOI:10.5962/bhl.title.9241, ISBN non esistente, LCCN 73420356, OCLC 427838628.
- (EN) Meyrick, E., Wagner, H. (Ed.). Lepidopterorum Catalogus (PDF), Vol. 13 - Carposinidae, Heliodinidae, Glyphipterygidae, Berlino, Junk, 1913,  pp. 3-8, DOI:10.5962/bhl.title.82093, ISBN non esistente, LCCN 12012878, OCLC 11830174.
- (EN) Meyrick, E., Exotic Microlepidoptera (PDF), Vol. 3, Londra, Taylor & Francis, 1923,  pp. 1-640, ISBN non esistente, LCCN 73420356, OCLC 10581383.
- (EN) Meyrick, E., Exotic Microlepidoptera, Vol. 4, Londra, Taylor & Francis, 1930,  p. 642, ISBN non esistente, LCCN 73420356, OCLC 923574154.
- (EN) Okano, M., Carposinidae, in Inoue, H., Iconographia Insectorum Japonicorum colore naturali edita (Genshoku konchū daizukan), Vol. 1 - Lepidoptera, Tokyo, Hokuryukan, 1959,  pp. 284+40 (269, partim), ISBN non esistente, LCCN 2008551026, OCLC 52024813.
- (KO) Park, K. T., Microlepidoptera of Korea, in Hanguk tongsingmul togam = Illustrated flora and fauna of Korea, Vol. 27 - Insecta (IX), Soul Tukpyolsi, Samhwa Chulpansa, 1983,  pp. 1053; 49 tavv. col., ISBN non esistente, LCCN 2011395742, OCLC 897011573.
- (EN) Parker, S. B. (Ed.), Synopsis and classification of living organisms, vol. 2, New York, McGraw-Hill, 1982,  p. 1119, ISBN 9780070790315, LCCN 81013653, OCLC 7732464.
- (EN) Robinson, G. S. & Nielsen, E. S., Tineid genera of Australia (Lepidoptera), East Melbourne, Victoria, CSIRO Publishing, gennaio 1993,  p. 344, ISBN 9780643105102, LCCN 96164653, OCLC 488138348.
- (JA) Sasaki, Ch., Kaju gaichū hen (= Insetti dannosi per gli alberi da frutto), Tokyo, Ookura Shoten, 1905,  p. 258, ISBN non esistente, OCLC 673671176.
- Schenkl, F.; Brunetti, F., Dizionario Greco-Italiano/Italiano-Greco, a cura di Meldi, D., collana La creatività dello spirito, Berrettoni G. (nota bibliografica), La Spezia, Casa del Libro - Fratelli Melita Editori, dicembre 1991  [1990],  pp. xviii, 972, 14 tavv., 538, ISBN 978-88-403-6693-7, OCLC 797548053.
- (EN) Scoble, M. J., The Lepidoptera: Form, Function and Diversity, seconda edizione, London, Oxford University Press & Natural History Museum, 2011  [1992],  pp. xi, 404, ISBN 978-0-19-854952-9, LCCN 92004297, OCLC 25282932.
- (DE) Staudinger, O. & Rebel, H., Catalog der Lepidopteren des palaearctischen Faunengebietes (PDF), vol. 2, Berlino, Friedlander & Sohn, 1901,  pp. 1-368, DOI:10.5962/bhl.title.120482, ISBN non esistente, OCLC 804342952.
- (EN) Stehr, F. W. (Ed.), Immature Insects, 2 volumi, seconda edizione, Dubuque, Iowa, Kendall/Hunt Pub. Co., 1991  [1987],  pp. ix, 754, ISBN 071811423X, LCCN 85081922, OCLC 13784377.
- (DE) Swatschek, B., Die Larvalsystematik der Wickler: (Tortricidae und Carposinidae), aus dem Zoologischen Institut der Universitat Erlangen, collana Abhandlungen zur Larvalsystematik der Insekten, Vol. 3, Berlino, Akademie-Verlag, 1958,  pp. 269; 276 figg., ISBN non esistente, LCCN 60028951, OCLC 233652919.
- (DE) von Kennel, J., II. Unterfamilie: Phaloniinae, in Die Palaearktischen Tortriciden. Eine monographische Darstellung (PDF), collana Zoologica, vol. 54, Stoccarda, E. Schweizerbart, 1908,  p. 546, ISSN 0044-5088 (WC · ACNP), LCCN 09004108, OCLC 457863975.
- (EN) Walker, F., Suppl. 5 (PDF), in List of the specimens of Lepidopterous insects in the collection of the British Museum, Gray, J. E., Part 35, Londra, Order of the Trustees, 1866  [1854-66],  pp. 1535-2040, DOI:10.5962/bhl.title.58221, ISBN non esistente, LCCN agr04000350, OCLC 257830877.
- (EN) Walsingham, T., Microlepidoptera (PDF), in Sharp, D. - Fauna Hawaiiensis, Vol. 1, Parte 5, Cambridge, UK, University Press, 1907,  pp. 469-759, DOI:10.5962/bhl.title.58534, ISBN non esistente, LCCN 24001960, OCLC 906223948.
- (EN) Wang, J. X., Field application of the nematode Steinernema carpocapsae against the peach fruit moth Carposina niponensis, in Proceedings of the 2nd International Nematology Congress, Veldhoven, The Nederlands, 1990a,  p. 151, ISBN non esistente, OCLC 65606471.
- (EN) Wang, J. X., Use of the nematode Steinernema carpocapsae to control the major apple pest Carposina niponensis in China, in Proceedings and Abstracts of Vth International Colloquium on Invertebrate Pathology and Microbial Control, Adelaide, Australia, 20-24 August 1990, Adelaide, Australia, Society for Invertebrate Pathology, 1990b,  p. 392, ISBN 9780646005492, OCLC 23354756.
- (EN) Yasuda, T., Carposinidae (p. 85), in Issiki, S. & Mutuura, A. - Early stages of Japanese moths in colour, Osaka, Hoikusha, 1969,  pp. 237; 68 tavv., ISBN non esistente, OCLC 315864839.
- (EN) Zimmerman, E. C., Microlepidoptera. Part 1 (PDF), in Insects of Hawaii: a manual of the insects of the Hawaiian Islands, including an enumeration of the species and notes on their origins, distribution, hosts, parasites, etc., Vol. 9, Honolulu, University of Hawaii Press, 1978,  pp. 1-XVIII+1-881, ISBN 082482427X, LCCN 2001028123, OCLC 419259486.